# Citroën BX
 (décembre 2016).
 (août 2017).
- Si vous ne connaissez pas le sujet, laissez ce bandeau (vous pouvez alors contacter les auteurs).
- Si vous supprimez le contenu mis en cause (vous pouvez préalablement contacter les auteurs),

argumentez précisément cette suppression dans la page de discussion
(un manque de référence n'est pas un argument ; une recherche réelle de référence doit avoir été effectuée, être formellement documentée).

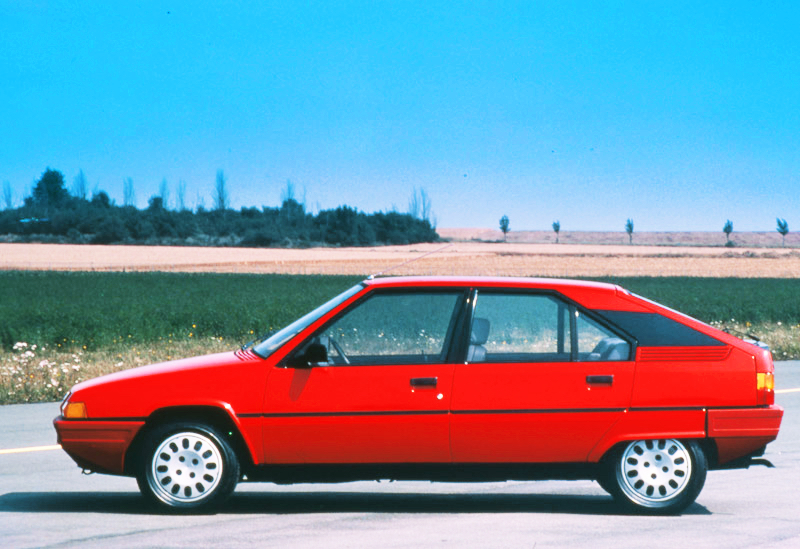
La BX participera à la survie de Citroën dans le contexte difficile des années 1980. Pour marquer son lancement, elle sera présentée sous la tour Eiffel à Paris.

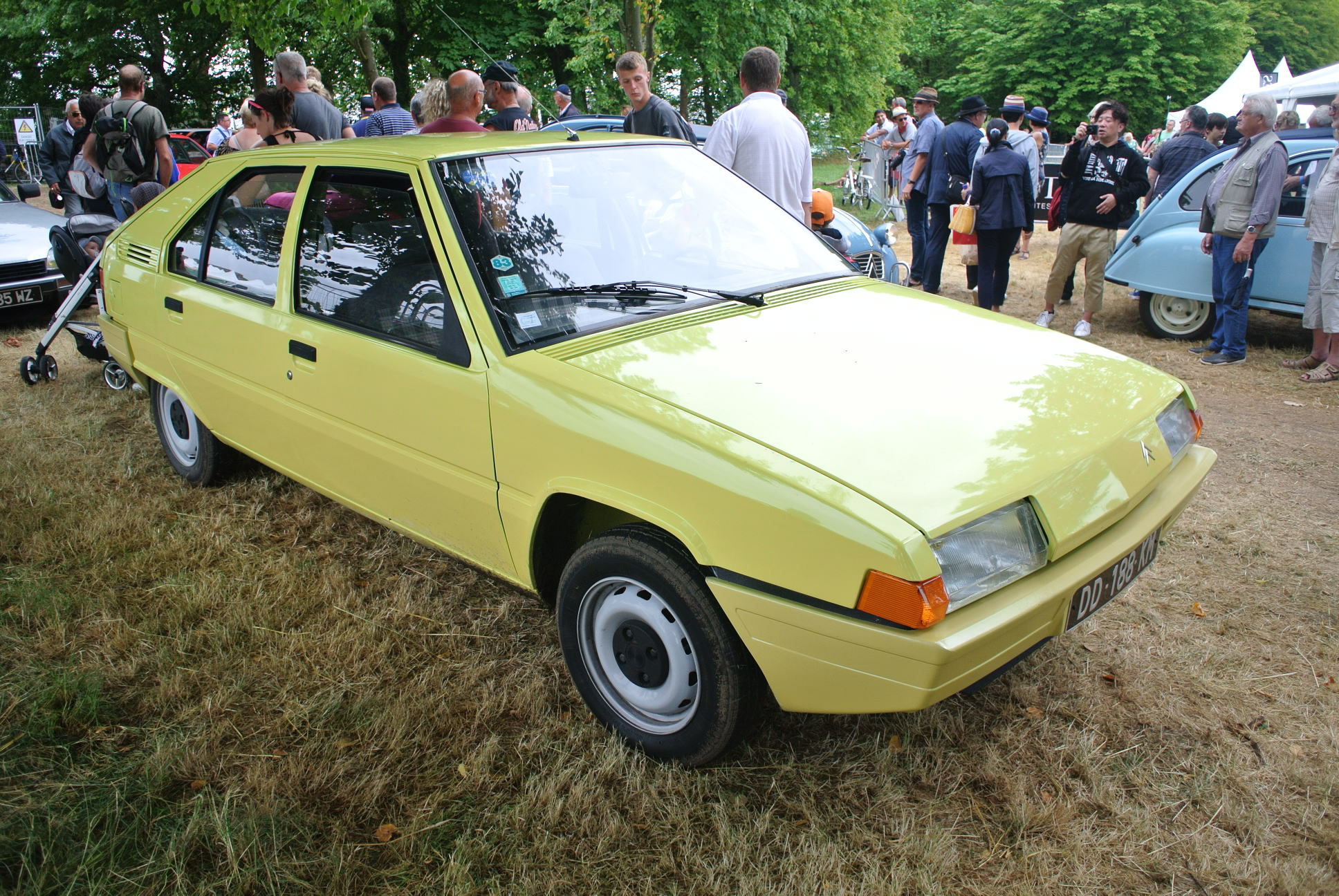
BX Jaune Cédrat.

La Citroën BX est une automobile produite par le constructeur français Citroën à 2 337 016 exemplaires entre 1982 et 1994 (2 135 332 berlines et 186 827 breaks, soit 8 %). Insérée dans la gamme entre la Citroën GSA et la CX, la BX est dévoilée aux pieds de la tour Eiffel et lancée au salon de l'automobile de Paris en octobre 1982.

## Présentation et évolution des Citroën BX commercialisées en France Métropolitaine

### Phase 1
Le projet XB, qui deviendra la BX, est lancé par le bureau d'études Citroën en 1978. Premier modèle vraiment nouveau de la marque depuis son intégration au groupe PSA (les Citroën LN en 1976 et Visa en 1978 dérivent étroitement de la Peugeot 104), la BX est conçue au centre technique PSA de Vélizy. Pour la dessiner, Citroën s'adresse à la Carrozzeria Bertone et tout particulièrement à son ingénieur en chef, Marcello Gandini. Celui-ci décide de repartir d'un projet avorté, l'anglo-turc Reliant Anadol FW11 de 1977, et y intègre des éléments d'une autre de ses propositions non retenues, la Jaguar Ascot. Le bureau de style Citroën finalise ensuite lui-même le dessin,.
Comme les autres grandes Citroën, elle est équipée de série de quatre freins à disques et de la suspension hydropneumatique à garde au sol constante quelle que soit la charge. L'essuie-glace monobalai est l'une des particularités notables de la BX, à l'instar des CX et Visa. Œuvre de Michel Harmand, son tableau de bord est dans la lignée de ceux de la CX et de la GSA avec tachymètre à rouleau rétroéclairé et satellites PRN (Pluie, Route, Nuit) au lieu de commodos classiques, le compte-tours (pour les versions equipées) est un bargraphe avec un afficheur fluorescent VFD, l’horloge digitale utilise aussi cette technique. Modèle intermédiaire entre la Citroën GSA et la CX, la BX est une berline compacte de 4,23 mètres, nerveuse et confortable. Les techniciens situent sa consommation moyenne à 6,9 L/100 km, résultat obtenu par l'allègement de la carrosserie et l'emploi de matériaux composites pour les boucliers, le capot, l'enjoliveur de baie de pare-brise, les panneaux de custodes, la trappe à carburant et le volet arrière. La sécurité bénéficie de nombreuses innovations, par exemple le réservoir est en thermoplastique polyéthylène placé sous la banquette, ainsi protégé par le train arrière.
La BX est présentée le 23 septembre 1982 à 16 heures à Lille, Bordeaux, Toulouse et Marseille, qui étaient les quatre Directions Régionales de Citroën choisies par Georges Falconnet, directeur commercial de la marque, pour lancer lui-même le nouveau modèle. Le soir-même, elle est présentée au public à la tour Eiffel à Paris. Cachée dans une caisse, elle est dévoilée tard dans la soirée, la caisse qui la renferme s'ouvre aux alentours de minuit. Elle est baptisée par Georges Falconnet, qui coupe le ruban, et la tour Eiffel s'affiche aux couleurs de Citroën. Le 30 septembre suivant, la BX est présentée et commercialisée au Salon de l'Automobile de Paris 1982, où elle est incontestablement la vedette française.
Dès sa sortie, la BX est dotée de moteurs plus puissants que sa devancière la Citroën GSA. Trois motorisations essence sont disponibles : le « moteur X » de 1 360 cm3 (type XY) hérité des Peugeot 104, Citroën Visa et Talbot Samba, en version 62 et 72 ch, et le tout nouveau « moteur XU » en aluminium de 1 580 cm3 développant 90 ch.
Cinq modèles figurent au catalogue : BX (6 CV, 1 360 cm3 62 ch à 5 500 tr/min), BX 14 E, BX 14 RE (7 CV, 1 360 cm3 72 ch à 5 750 tr/min), BX 16 RS et BX 16 TRS (7 CV, 1 580 cm3 90 ch à 6 000 tr/min). Cette dernière dispose de la condamnation centralisée des portes, des vitres avant électriques, d'un compte-tours électronique à curseur horizontal et se distingue par ses vitres de custode fumées en polycarbonate. Elle peut recevoir en option la direction assistée, des jantes en alliage léger, des vitres arrière électriques, et un pack hi-fi (haut-parleurs supplémentaires dans les custodes et casque d'écoute). En septembre 1982, les tarifs varient entre 48 900 francs pour la BX et 59 800 francs pour la BX 16 TRS.
Le nuancier des BX année-modèle 1983 propose onze teintes de carrosseries, dont cinq métallisées vernies optionnelles : Blanc Meije, Beige Colorado, Bleu Lagune, Rouge Vallelunga, Jaune Cédrat, Vert Tuileries, Noir verni, Beige Sloughi métallisé verni, Bleu Argenté métallisé verni, Gris Perlé métallisé verni, Gris Neptune métallisé verni.
À son lancement, la Citroën BX est la concurrente des Renault 18, Peugeot 305, Talbot Solara, Volkswagen Passat, Audi 80, Ford Sierra, Opel Ascona et Honda Accord. Contrairement à ses rivales françaises, la BX est la seule à proposer un hayon, jusqu'à l'arrivée de la Renault 21 phase 2 en 1989. La Talbot 1510 était la rivale la plus redoutable avec son hayon, mais PSA a décidé de mettre un terme à sa carrière en 1982 pour ne pas faire d'ombre à la future BX, d'autant plus que la Talbot Solara, la version à coffre de la Talbot 1510, se vendait nettement mieux.
En juillet 1983 (année-modèle 1984), le moteur 1 580 cm3 des BX 16 reçoit un collecteur d'échappement à double sortie et sa puissance passe à 92,5 ch DIN à 6 000 tr/min. Autres améliorations sur les BX 16, la commande de la boîte de vitesses modifiée, plus précise et plus douce, et l'abandon des pneumatiques Michelin TRX (170/65 R 365), jugés onéreux et peu efficaces sur sol mouillé dans les essais de presse automobile, remplacés par des Michelin 165/70 R 14. Les jantes en tôle et en aluminium sont alors modifiées, tout en conservant le même dessin. De ce fait, les enjoliveurs de roues gris à gélules noires conservent le même dessin mais leur forme devient incurvée au lieu de bombée. Un éconoscope est monté sur les BX 14. Nouvelle option garnissage des sièges en tweed sur les BX 16 TRS.
Le nuancier des BX année-modèle 1984 propose dix teintes de carrosseries, dont cinq métallisées vernies optionnelles : Blanc Meije, Beige Colorado, Bleu Camargue, Rouge Vallelunga, Rouge Delage, Noir verni, Beige Sloughi métallisé verni, Bleu Romantique métallisé verni, Gris Perlé métallisé verni, Gris Neptune métallisé verni.
En septembre 1983, apparition du moteur Diesel XUD9 1 905 cm3 65 ch à 4 600 tr/min (déjà adopté sur la Talbot Horizon puis sur la Peugeot 305), avec les nouvelles BX 19 D et BX 19 TRD. Leurs niveaux d'équipements sont équivalents à ceux des modèles essence BX 14 E et 16 TRS, excepté la direction assistée montée en série sur cette nouvelle motorisation. Seule la BX 19 D reçoit en plus de la BX 14 E des jantes à monte pneumatique Michelin 165/70 R14 avec grands enjoliveurs gris à gélules noires. Un toit ouvrant vitré électrique est désormais proposé en option sur les BX 14 RE, 16 RS et 16 TRS. Ce toit ouvrant électrique en verre teinté peut être occulté par un rideau en matériau synthétique.
En décembre 1983, apparition de l'option climatisation sur les BX 16.
En mars 1984, commercialisation des BX Entreprise, en trois versions berlines utilitaires à deux places dépourvues de banquette arrière et à TVA récupérable pour les professionnels : BX 14 E Entreprise, 16 RS Entreprise et 19 D Entreprise. La transformation de ces modèles est sous-traitée chez le carrossier Gruau à Laval.
En juillet 1984 (année-modèle 1985), la planche de bord perd son aspect granuleux pour adopter un revêtement souple bi-tons, combinée à une modification de son dessin avec un décrochement au niveau des satellites et un arrondi sur la partie supérieure. Augmentation de la puissance et du couple sur les BX 16, portée à 94 ch à 6 000 tr/min. Apparition de la boite de vitesses automatique ZF à 4 rapports, proposée en option sur les BX 16 RS et BX 16 TRS. Les BX équipées de la BVA reçoivent un logo noir « Automatic » sur le hayon, à la droite de la plaque d'immatriculation. Le climatiseur devient disponible en option sur la BX 19 TRD. L'événement cette année est le lancement de la BX 19 GT, qui dispose du moteur XU9 de 1 905 cm3 105 ch à 5 600 tr/min à carburateur double corps, partagé avec la Peugeot 305 GTX. Extérieurement, elle est équipée de bandeaux de protection noirs sur les pare-chocs, d'antibrouillards à l'avant, de logos adhésifs GT sur le coin inférieur gauche du capot et sur les ailes avant, d'enjoliveurs de roues spécifiques, d'une antenne de toit noire et d'un becquet arrière noir en mousse. Son tableau de bord est doté d'un compteur de vitesse et d'un compte-tours à cadrans ronds en lieu et place des compteurs à rouleaux. La direction assistée, la sellerie en tweed et l'ordinateur de bord sont compris dans son équipement de série.
Le nuancier des BX année-modèle 1985 propose douze teintes de carrosseries, dont sept métallisées vernies optionnelles : Beige Impala, Blanc Crémant, Blanc Meije, Rouge Delage, Rouge Vallelunga, Noir verni, Beige Sphinx métallisé verni, Bleu Navy métallisé verni, Bleu Romantique métallisé verni, Gris Perlé métallisé verni, Gris Renard métallisé verni, Vert Cali métallisé verni.
Le 19 juillet 1984, la millionième BX sort des chaînes de l'usine Citroën de Rennes-la-Janais ; il s'agit d'une BX 16 TRS couleur Gris Perlé métallisé verni.
En janvier 1985, apparition de la BX Leader, série spéciale limitée à 2 500 exemplaires dérivée de la BX 14 E (1 360 cm3, 62 ch DIN), couleur Gris Perlé métallisé verni avec bas de caisse peints en noir, décoration adhésive gris foncé au bas des ailes avant, portières et ailes arrière, boucliers gris foncé, pneumatiques Michelin 165/70 R14 avec grands enjoliveurs de roues type BX 19 GT, baguettes de protections latérales, harmonie intérieure grise, sièges garnis de tissu gris à médaillon central écossais gris et rouge et appuis-tête à l'avant.

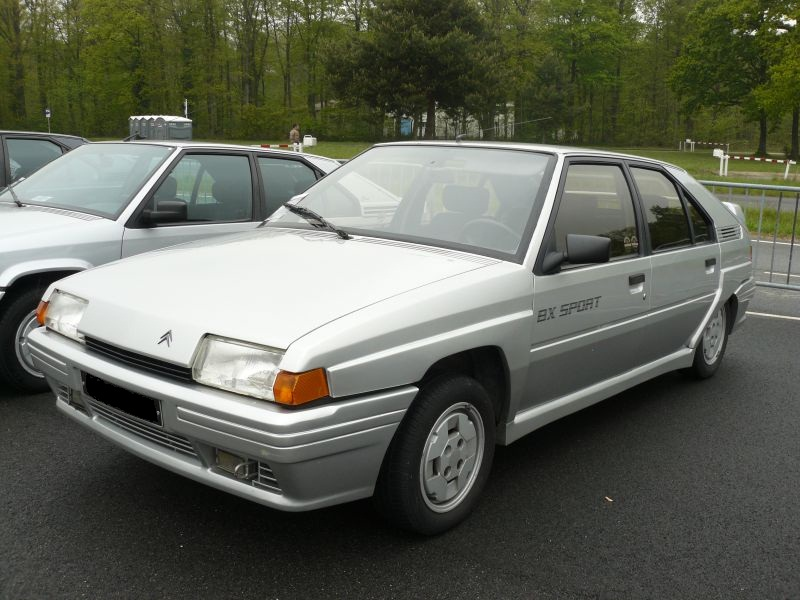
Citroën BX Sport.

En mars 1985, la première déclinaison performante de la BX voit le jour : il s'agit de la BX Sport, préparée par Danielson sur la base de la BX 19 GT et commercialisée en série spéciale limitée à 2 500 exemplaires. La culasse est dérivée de celle de la Citroën Visa GTI et deux carburateurs double corps Solex C40 ADDHE prennent place sous le capot. Finalement, ce moteur code 159B de 1 905 cm3 développe 126 ch à 5 600 tr/min. De plus, la présentation extérieure se caractérise par des boucliers spécifiques peints couleur caisse avec spoiler à l'avant et des projecteurs antibrouillard, une mini calandre peinte couleur carrosserie, des extensions d'ailes avant, de nouvelles jantes alliage avec pneus Michelin taille basse 185/60 R14, des logos adhésifs « BX SPORT » sur les portes avant, un carénage latéral des bas de caisse, des extensions d'ailes arrière avec nouvelle découpe des ailes arrière, des custodes pleines, un embout d'échappement carré, un aileron spécifique sur le hayon, un logo BX Sport, et la plage de support de la plaque de police noire. Son nuancier offre un choix de couleurs limité : Rouge Vallelunga, Gris Perle métallisé verni et Gris Renard métallisé verni. À l'intérieur, harmonie générale noire et grise avec traitement anti-reflet, sièges baquets et panneaux de portes recouverts du velours à chevrons de la Citroën CX 25 GTI TURBO, volant sport spécifique à trois branches et le tableau de bord à cadrans ronds de la BX 19 GT, avec en plus un manomètre d'huile. Cette voiture reprend l'équipement de série de la BX 19 GT, sans l'ordinateur de bord mais avec les vitres teintées. Aucune option n'est proposée sur ce nouveau modèle.

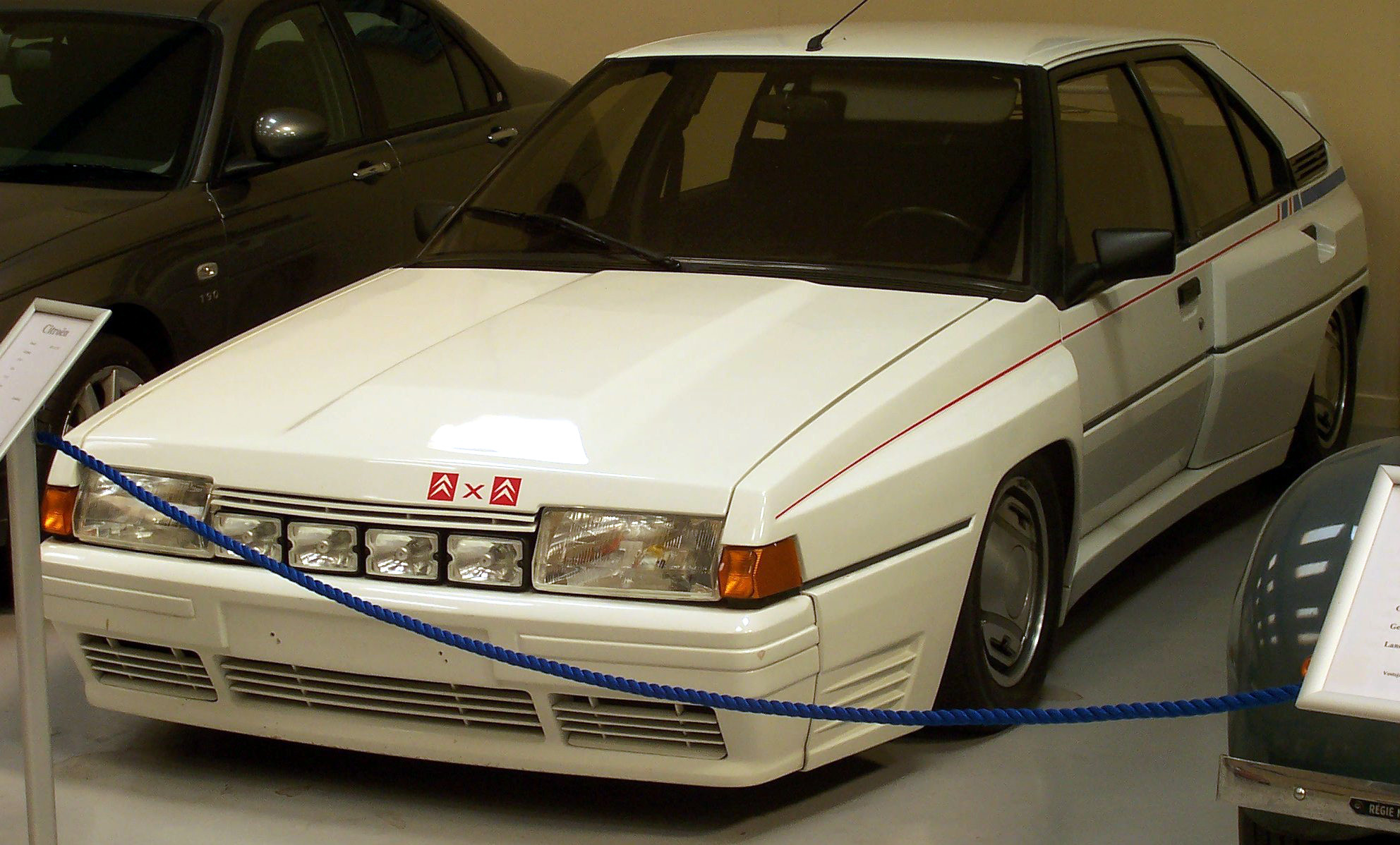
BX 4TC.

En novembre 1985, Citroën décide de participer au Championnat du monde des rallyes en groupe B avec la BX 4TC. La version BX 4TC Evolution, qui est homologuée le 1er janvier 1986 par la Fédération Internationale du Sport Automobile (FISA), est fabriquée chez Heuliez puis préparée dans les ateliers de Citroën Compétition à Trappes tout au long de l’année 1986. Elle se veut concurrente de l’Audi Quattro à l'aide de sa transmission intégrale mais trop grosse, pas assez puissante, et ayant pâti d'un manque de budget pour son développement, elle souffre de problèmes de fiabilité. L'arrêt du Groupe B mettra un terme définitif à cette courte carrière sans éclat. Son seul résultat sera une 6e place au Rallye de Suède 1986. Sa puissance s'élevant à 360 ch, elle peut atteindre les 280 km/h et 5,5 secondes lui suffisent pour atteindre les 100 km/h. Seuls 20 exemplaires seront fabriqués. L'homologation en groupe B exige la fabrication et la vente au public de 200 versions routières, dites « clients ». Sur les 200 exemplaires de la BX 4TC commercialisée dans le réseau Citroën et destinés au grand public, seuls 86 exemplaires — également construits par Heuliez — trouvèrent preneurs, les exemplaires invendus seront détruits par Citroën. De couleur Blanc Meije avec bandes latérales décoratives bleues et rouges, pourvue d'un kit carrosserie, de jantes en alliage léger type CX 25 GTI TURBO, volant et garnissage des sièges à chevrons type BX Sport, elle est motorisée par un 4 cylindres en ligne (carter en fonte) 2 141 cm3, à turbocompresseur Garrett avec échangeur air/air, injection K Jetronic Bosch, 200 ch DIN à 5 250 tr/min et 10 CV fiscaux. Boîte de vitesses de type Citroën SM à cinq rapports. Performances : 220 km/h et 0 à 100 km/h en 7,6 secondes.

### Le break
En juillet 1985 (année-modèle 1986), commercialisation du break BX, assemblé chez le carrossier Heuliez à Cerizay, et proposé en trois versions (deux essence et une diesel) : BX break 16 RS, 19 TRS et 19 RD. Dérivé de la berline BX, ce break n'est que 17 cm plus long et 3 cm plus haut. Les motorisations proviennent de la berline, tandis que la suspension a été adaptée à la charge transportable supérieure. À l'origine, Citroën n'avait pas prévu de break pour son nouveau modèle à cause de ses comptes et du dédoublement de la capacité de l'usine ne permettait pas une nouvelle chaine spécifique. Gérard Quéveau PDG d'Heuliez propose l'étude, l'industrialisation, et la production sur les chaines de l'usine de Cerizay, avec prise en charge des investissements. La paternité du modèle revient donc à Heuliez, en reprenant les éléments structurels de la berline.
Pour la gamme des berlines, les petits enjoliveurs cache-moyeux des BX, BX 14 E et 14 RE deviennent gris au lieu de noirs. Les BX diesel reçoivent un système de réchauffage du gazole. La BX 19 GT perd ses logos adhésifs GT sur le capot et les ailes avant, adopte les chevrons de capot noirs et la sellerie en velours à chevrons type BX Sport, et l'ordinateur de bord devient optionnel. La BX Sport est maintenant inscrite au catalogue, avec deux couleurs supplémentaires  Blanc Meije et Noir verni.
Le nuancier des BX année-modèle 1986 propose onze teintes de carrosseries, dont six métallisées vernies optionnelles : Blanc Crémant, Blanc Meije, Bleu Iris, Rouge Delage, Rouge Vallelunga, Noir verni, Beige Sphinx métallisé verni, Bleu Romantique métallisé verni, Gris Perlé métallisé verni, Gris Renard métallisé verni, Vert Cali métallisé verni.
En septembre 1985, commercialisation de la BX 19 Digit, série spéciale limitée à 3 000 exemplaires dérivée de la BX 19 GT. Cette version à compteurs numériques inclut un ordinateur de bord très complet au bas de la console centrale et un autoradio haut de gamme signé Pioneer à 5 haut parleurs. Elle s'équipe également des quatre vitres électriques et d'une fermeture centralisée à distance par télécommande baptisée « Plip ». Extérieurement, elle se différencie par son monogramme « BX 19 Digit » sur le hayon arrière, des pare-chocs sans bandeaux de protection noirs ni antibrouillards, la suppression du becquet arrière, et un nuancier de trois couleurs métallisées au choix : Gris Perlé métallisé verni, Gris Renard métallisé verni et Bleu Romantique métallisé verni. Reconduction de la série spéciale limitée BX Leader, sans modification, d'un nouveau tirage à 5 000 exemplaires.
Le 6 septembre 1985, l'usine Citroën de Rennes-la-Janais célèbre la production de sa cinq millionième voiture depuis son ouverture en 1961, une BX 19 TRD couleur Rouge Vallelunga.
En février 1986, la boite de vitesses automatique ZF à 4 rapports est proposée en option sur la BX 19 TRD. Commercialisation des breaks BX 14 E (essence 1 360 cm3 65 ch) et 19 D (diesel 1 905 cm3 65 ch), et des dérivés breaks Entreprise (BX break 14 E Entreprise essence 1 360 cm3 65 ch, break 16 S Entreprise essence 1 580 cm3 94 ch et break 19 D Entreprise diesel 1 905 cm3 62 ch), dépourvus de banquette arrière et à TVA récupérable pour les professionnels.
En avril 1986, troisième tirage de la série spéciale limitée BX Leader, produite à 5 000 exemplaires. Elle est toujours disponible sur base de BX 14 E (essence 1 360 cm3 62 ch, 2 300 exemplaires), à laquelle s'ajoutent trois nouvelles versions : BX Leader S (essence 1 580 cm3 94 ch, 800 exemplaires), BX Leader D (diesel 1 905 cm3 65 ch, 1 400 exemplaires) et BX Leader S break (essence 1 580 cm3, 94 ch, 500 exemplaires). Ces modèles sont toujours disponibles dans la teinte Gris Perlé métallisé, et maintenant en Bleu Romantique métallisé verni.

### Phase 2

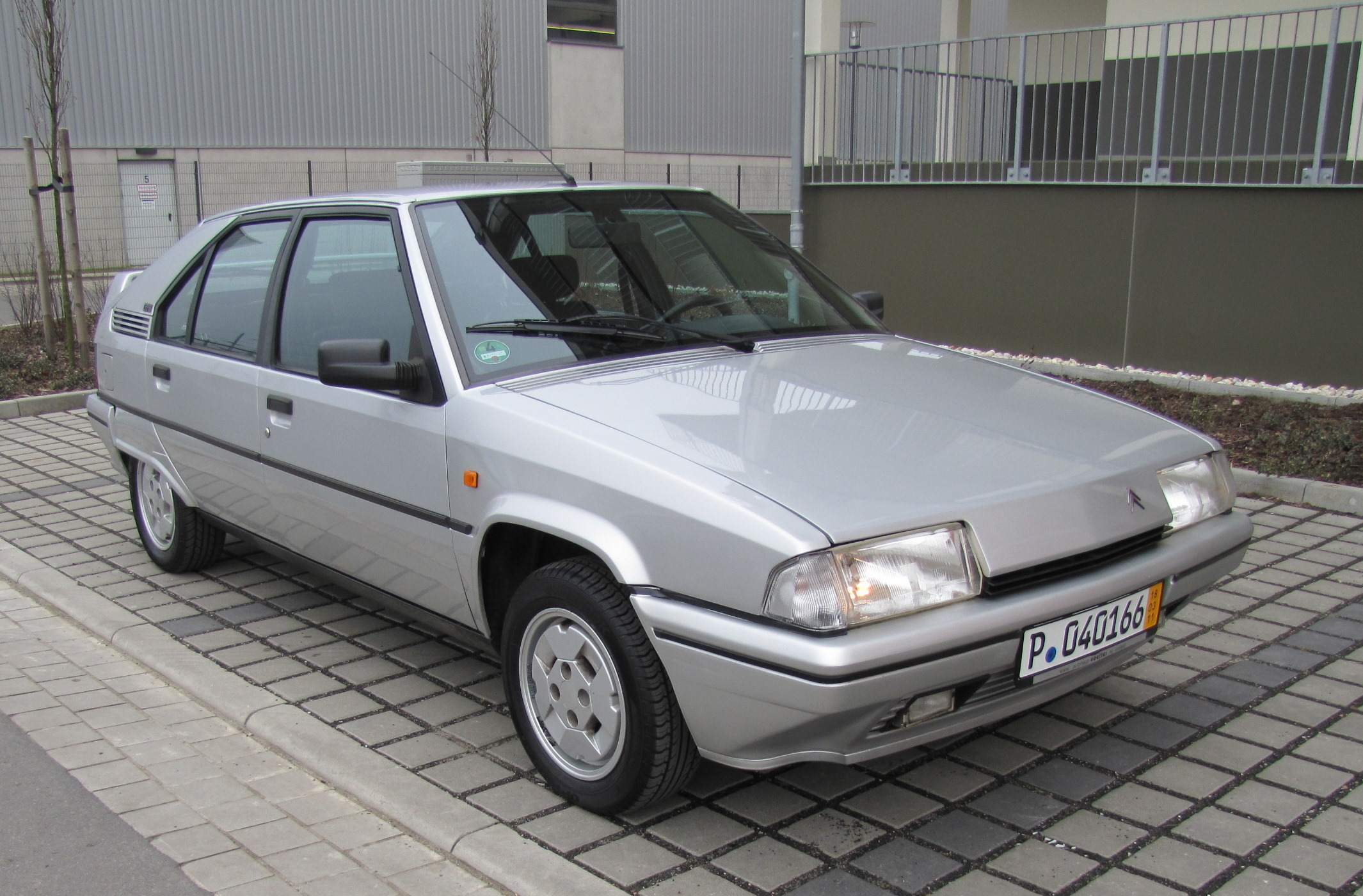
Face avant de la BX série 2.

En juillet 1986 (année-modèle 1987), la BX subit un restylage réalisé par Carl Olsen, designer Citroën à qui l'on doit également la CX Série 2 et l'AX. Parmi les modifications, de nouveaux clignotants cristal dans le prolongement des phares et de nouveaux boucliers avant et arrière, moins anguleux, adoucissent la ligne générale. Le pare-chocs arrière des breaks reste celui des premières séries. Les rétroviseurs extérieurs (à réglage manuel ou électrique selon finition) adoptent un nouveau dessin, les ailes avant et arrière sont élargies, ces dernières sont pourvues d'un sabot de protection anti-gravillonnage en plastique teinté dans la masse couleur caisse. La planche de bord et le volant monobranche sont nouveaux. Les compteurs à rouleaux "pèse-personne" sont abandonnés au profit de compteurs plus classiques à aiguilles, tout comme les "satellites" qui sont remplacés par des commodos traditionnels. La BX de base reçoit une montre à aiguilles sur le combiné, les BX 14 E et BX 19 D gagnent des baguettes de protections latérales de série et une montre sur le combiné, et la BX 19 D reçoit en plus des enjoliveurs grand diamètre à gélules gris monocolore. Les BX finitions R reçoivent des appuis-tête à l'avant en série. Commercialisation de la BX 16 S, couplant la motorisation 1 580 cm3 94 ch à une finition de base. En diesel, lancement de deux nouveaux modèles : la BX D, finition basique équipée du moteur 1 769 cm3 60 ch de la Citroën Visa, et une version intermédiaire, la BX 19 RD (1 905 cm3 65 ch). La BX 19 TRS remplace la BX 19 GT, avec la même mécanique (BVA disponible en option) mais une présentation plus classique, similaire à celle de la BX 19 TRD. En haut de gamme, la BX 19 GTI succède à la BX Sport. Elle est équipée du moteur 1 905 cm3 injection développant 125 ch, et se pare de chevrons noirs sur le capot, de projecteurs antibrouillard à l'avant, de baguettes latérales noires avec jonc inox, d'enjoliveurs de roues de grand diamètre spécifiques, de monogrammes GTI sur les custodes, de la plage de support de la plaque de police peinte en noir, d'un aileron arrière style BX Sport et de nouveaux sièges type baquet avec garnissage en velours noir/gris. Elle peut disposer en option des jantes en alliage léger type BX Sport et de l'ABS. Suppression des haut-parleurs dans l'option "pré-équipement radio" et création des options sellerie en cuir noir (sur BX 16 TRS, 19 TRS, 19 TRD et 19 GTI) et ordinateur de bord (sur BX 16 TRS, 19 TRS et 19 GTI). La gamme des BX berlines 1987 comprend désormais 12 versions, résultant de 8 motorisations et 6 niveaux de finition. Les gammes break et Entreprise sont inchangées avec 5 versions break et 6 versions Entreprise.
Le nuancier des BX année-modèle 1987 propose douze teintes de carrosseries, dont sept métallisées vernies optionnelles : Blanc Crémant, Blanc Meije, Bleu Iris, Rouge Delage, Rouge Vallelunga, Noir verni, Bleu Magnétic métallisé verni, Brun Maya métallisé verni, Gris Perlé métallisé verni, Gris Renard métallisé verni, Rouge Florentin métallisé verni, Vert Cali métallisé verni (jusqu'au 31 décembre 1986).
En février 1987, nouveau tirage de la série spéciale BX Leader, limitée à 5 000 exemplaires, pour la première fois sur BX restylée.
En avril 1987, le moteur des BX 19 diesel 1 905 cm3 de 65 ch DIN (type 162/D9A) voit sa puissance portée à 71 ch DIN à 4600 tr/min (type D9B).
En juillet 1987 (année-modèle 1988), comme l'ensemble des véhicules de la gamme Citroën, les BX perdent les chevrons sur le monogramme Citroën collé sur le hayon. La BX Sport disparaît du catalogue. Apparition de la BX GTI 16 Soupapes, disposant du tout nouveau moteur XU9J4 1 905 cm3 à double arbre à cames en tête, 16 soupapes (4 par cylindre) de 160 ch DIN à 6500 tr/min, 10 CV fiscaux. Équipée d'une culasse dérivée de la Peugeot 205 T16, elle peut atteindre 218 km/h et est capable de réaliser le 0 à 100 km/h en 8,6 secondes. C'est la première voiture française de grande série à disposer d'un moteur multisoupape, suivie de très près par la Peugeot 405 Mi16. L'antiblocage ABS est de série, la suspension est raffermie par rapport aux autres BX en reprenant les sphères spécifiques des BX avec ABS en option (et que ces dernière abandonneront en septembre 87 pour revenir aux sphères de versions sans ABS) mais reste cependant confortable. La BX GTI 16 Soupapes se distingue extérieurement de la BX 19 GTI par ses pare-chocs peints couleur caisse (et non teintés dans la masse couleur caisse) avec lame noire sous le pare-chocs avant, ses élargisseurs de bas de caisse et d'ailes arrière spécifiques, ses sigles "16 Soupapes" sur les panneaux de custodes et le volet arrière, et ses jantes en alliage léger avec pneumatiques hautes performances Michelin 195/60 HR 14 montées en série. À l'intérieur, elle reçoit une harmonie générale noire, des sièges redessinés pour améliorer leur maintien, avec réglage de soutien latéral pour le conducteur et garnis d'un velours spécifique, un volant sport à trois branches et un pommeau de levier de vitesses type CX 25 GTI Turbo 2.
Le nuancier des BX année-modèle 1988 propose douze teintes de carrosseries, dont sept métallisées vernies optionnelles : Blanc Crémant, Blanc Meije, Bleu Iris, Rouge Delage, Rouge Furio, Noir verni, Bleu Magnétic métallisé verni, Bleu Memphis métallisé verni, Brun Maya métallisé verni, Gris Météore métallisé verni, Gris Perlé métallisé verni, Rouge Florentin métallisé verni.
En décembre 1987, cinquième édition de la série spéciale BX Leader, limitée à 3 500 exemplaires.
En mars 1988, commercialisation de la BX turbo diesel, disponible en berline et EVASION, versions BX RD TURBO, BX TRD TURBO et BX TRD TURBO EVASION. Le moteur XUD de 1 769 cm3 développant 90 ch à 4300 tr/min est pourvu d'un turbocompresseur avec échangeur air/air. Il est lancé simultanément sur la Peugeot 405. 180 km/h en vitesse de pointe, 33,5 secondes au 1 000 mètres départ arrêté, la BX devient ainsi la voiture diesel la plus performante de sa catégorie. Économique en carburant, le constructeur assure une autonomie de 1 450 km avec un plein (à 90 km/h en vitesse stabilisée) grâce à un réservoir additionnel qui porte la contenance de carburant de 52 à 66 L et une consommation mesurée. Sixième et dernier tirage de la série spéciale BX Leader, limitée à 5 000 exemplaires.
En juillet 1988 (année-modèle 1989), commercialisation de la BX 19 TRI EVASION sur base de la motorisation de la BX 19 GTI mais avec un niveau de finition identique à la 19 TRS, bénéficiant en plus de l'intérieur en velours à chevrons. Faute de succès, la BX 16 S (1 580 cm3 94 ch) est retirée du catalogue. La BX 16 TRS reçoit les enjoliveurs de roues des BX 19 TRS, BX 19 TRD et BX TRD TURBO. La boite de vitesses automatique apparaît en option sur les BX 19 GTI et 19 TRI EVASION, tandis qu'elle n'est plus disponible sur la BX 16 RS. La climatisation est proposée en option sur les BX 19 TRD, 19 RD EVASION et GTI 16 Soupapes. Au même moment, afin de célébrer les Jeux Olympiques d'été de 1988, Citroën commercialise la BX Olympique, série spéciale limitée à 1 500 exemplaires.
Le nuancier des BX année-modèle 1989 propose onze teintes de carrosseries, dont sept métallisées vernies optionnelles : Blanc Crémant, Blanc Meije, Rouge Delage, Rouge Furio, Noir verni, Bleu Magnétic métallisé verni, Bleu Memphis métallisé verni, Brun Maya métallisé verni, Gris Météore métallisé verni, Gris Perlé métallisé verni, Rouge Florentin métallisé verni.
En janvier 1989, présentation des BX 4x4 berline et EVASION, qui disposent d'un différentiel central à verrouillage manuel et d'un différentiel arrière à glissement limité (Ou torsen si option ABS). Plus routières que franchiseuses d'obstacles, ces BX font preuve d'excellentes qualités dynamiques et notamment une tenue de route impressionnante en conditions difficiles (pluie, neige...). Ces BX 4x4 sont dotées d'une décoration adhésive latérale sur la carrosserie avec inscription "4x4" sur les portières avant ou parfois 4WD à l'exportation.
En mars 1989, la BX GTI 16 Soupapes est restylée afin d'adopter un style plus agressif : elle gagne des pare-chocs redessinés avec spoiler intégré à l'avant et ouïes aux extrémités pour améliorer le refroidissement des freins, des élargisseurs inférieurs d'ailes arrière, de larges baguettes latérales peintes couleur caisse, des extracteurs d'air d'un dessin nouveau sur les custodes, un nouveau becquet arrière et une sortie d'échappement ovale. À cette occasion, elle est renommée BX 16 Soupapes et commercialisée en tant que série spéciale limitée à 300 exemplaires, afin de tester son succès auprès de la clientèle. Notons également une barre antiroulis arrière passant de 19 à 21mm avec une fixation spécifique et de nouveaux amortisseurs sur les sphères.
En avril 1989, commercialisation de la BX Tonic, série spéciale limitée à 3 000 exemplaires dérivée de la BX 15 TGE (moteur 1 580 cm3 80 ch).
En juillet 1989 (année-modèle 1990) apparaît la BX 19 GTI 4x4. Dotée de l'ABS en série elle se voit en conséquence équipée d'un différentiel arrière de type Torsen.
Le nuancier des BX année-modèle 1990 propose douze teintes de carrosseries, dont huit métallisées vernies optionnelles : Blanc Crémant, Blanc Meije, Rouge Delage, Rouge Furio, Noir verni, Bleu Memphis métallisé verni, Bleu Olympe métallisé verni, Brun Castor métallisé verni, Gris Axinite métallisé verni, Gris Météore métallisé verni, Gris Perlé métallisé verni, Rouge Florentin métallisé verni.
En septembre 1989, la BX 16 Soupapes restylée est intégrée au catalogue ; elle se pare alors de jantes en alliage léger peintes de couleur Gris Silex (anthracite), de nouveaux feux arrière fumés dans leur partie supérieure, et sa palette de teintes carrosseries s'élargit. Commercialisation de la série spéciale BX Image, limitée à 2 500 exemplaires, dérivée de la BX 15 TGE (moteur 1 580 cm3 80 ch).

#### Phase 2 bis
À partir du 27 octobre 1989, en cours d'année-modèle 1990, Citroën commercialise une nouvelle gamme BX. Les BX berlines reçoivent de nouveaux feux arrière fumés dans leur partie supérieure (apparus au mois de septembre sur la BX 16 Soupapes restylée) et, sur toute la gamme berline et Evasion : les sabots d'ailes arrière sont peints couleur caisse, les joncs de boucliers avant et arrière sont de couleur Gris Tornade au lieu de noirs (sauf sur BX 16 Soupapes où ils sont de couleur assortie à la caisse), de nouveaux enjoliveurs de roues (sauf BX 14 TE et TD) et l'équipement de série est revu à la hausse (alarme sonore d'oubli d'extinction des feux sur tous les modèles). L'ensemble de ces enrichissements justifie ainsi de nouvelles appellations : la BX D est remplacée par la BX TD, les BX finitions "R" sont remplacées par les "TG" et les finitions "TR" par les "TZ". Les BX finitions TG sont désormais munies de nouveaux enjoliveurs de roues cruciformes. Les BX finitions TZ reçoivent des pare-chocs bicolores couleur carrosserie dans leur partie inférieure, des baguettes latérales larges type BX 16 Soupapes mais de couleur gris foncé, et de nouveaux enjoliveurs de roues à dépressions opposées. La BX 19 GTI est renommée BX GTI, elle reçoit une lame sous le pare-chocs avant et de nouveaux enjoliveurs de roues à ailettes radiales. Au chapitre des évolutions mécaniques, l'échappement est à présent muni d'un tube avant siamois avec âme triple (sauf sur BX 14 TE, 14 TGE et 14 TE Entreprise), la direction avec le montage d'un joint d'axe de volant, et l'étanchéité du câble d'accélérateur est améliorée. Un nouveau modèle apparaît en milieu de gamme, la BX 19 TGS, équipée du moteur essence 1 905 cm3 développant 107 ch DIN, tandis que la BX 4x4 devient disponible en version BX 4x4 diesel 1 905 cm3 71 ch. Les jantes en alliage léger proposées en option sur les BX finitions TG et TZ ont maintenant la partie centrale peinte en noire.
En février 1990, reconduction de la série spéciale BX Image, cette fois-ci produite à 15 000 exemplaires.
En juillet 1990 (année-modèle 1991), commercialisation des BX 4x4 berlines finition TG à moteur diesel 1 905 cm3 71 ch et BX 4x4 Evasion finition TZ à moteur diesel 1 905 cm3 71 ch. Les BX 4x4 berline essence 1 905 cm3, BX 19 TZS EVASION BVA et BX 19 TZI Evasion BVA sont abandonnées. Le rétroviseur extérieur droit est désormais de série sur toutes les versions. Montage d'un réservoir de 52 litres au lieu de 44 sur les BX 14 TE, BX 14 TGE et BX 14 TE Entreprise. Adoption du garnissage en velours "Zen" sur les BX 16 Soupapes. Sur les BX berlines et Evasion finitions TG, nouvelle option garnissage des sièges en tweed (sauf sur BX 14 TGE où il reste de série). Sur les BX berlines et Evasion finition TZ, nouvelle option garnissage des sièges en velours "Eclair" avec harmonie intérieure bleue ou grise. Au tableau de bord des BX berlines et BX Evasion diesel turbo, suppression du témoin de pression turbo. Sur BX à moteur essence 1 580 cm3 80 ch (BX 15) et sur BX et BX Evasion à moteur essence 1 905 cm3 (BX 19), BX GTI, BX 16 Soupapes et BX 19 TZI EVASION, il est désormais possible d'utiliser du super sans-plomb RON 95, maintenant sans modification des réglages d'allumage. Ceci entraîne sur la BX GTI une puissance développée de 123 ch au lieu de 125 ch, une valeur de couple de 17,2 mkg au lieu de 17,8 mkg mais à 2750 tr/min au lieu de 4750 tr/min. Les valeurs des performances et consommations ne changent pas.

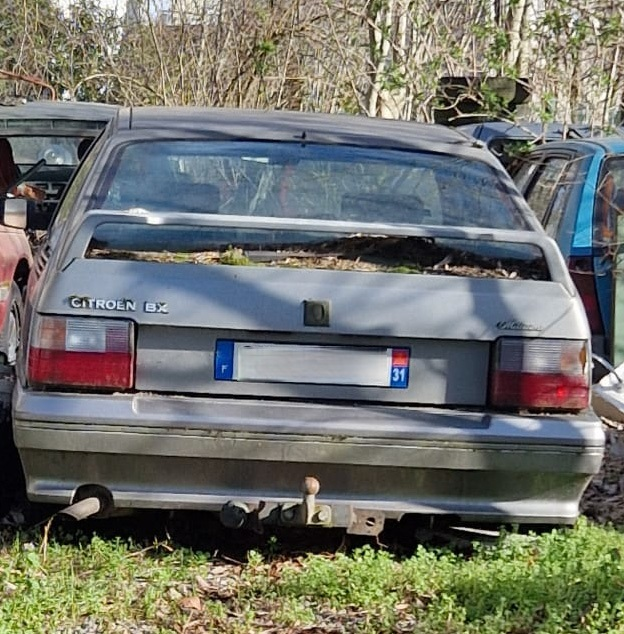
Citroën BX Millésime (vue arrière)

Au même moment, trois séries personnalisées sont commercialisées, uniquement durant cette année-modèle, afin de relancer les ventes : BX Calanque, BX Image (auparavant séries limitées, dérivées des BX 15 TGE, 16 TGS, 19 TGD et TGD TURBO, couleur Gris Silex métallisé verni) et BX Millésime.
Définition d'une "série personnalisée" par Citroën (journal interne Citroën) : "Il s'agit d'un concept commercial nouveau qui s'appuie sur les études que la marque a réalisées auprès de la clientèle. Des tendances ont ainsi été dégagées. Par exemple certains clients préfèrent le look, d'autres privilégient l'aspect pratique, la détente ou le sport. Une fois les attentes des clients bien cernées, s'est ensuivi une personnalisation des "produits" d'où leur appellation "série personnalisée". À la différence des séries spéciales, elles ne sont pas limitées dans le temps et leur volume s'ajuste à la demande. Le bénéfice est double, car d'une part, la marque prouve qu'elle est en éveil permanent face aux besoins de la clientèle, la plus large possible. D'autre part, les ventes sont relancées. En clair, Citroën ne fait pas que personnaliser ses produits, elle les fait vivre !" 
La BX Calanque est dérivée des BX 14 TE (essence 1 360 cm3 72 ch) et BX TD (diesel 1 769 cm3 60 ch). Disponible en Blanc Meije (teinte proposée de juillet à décembre 1990 seulement), Gris Cristal métallisé verni ou Bleu Memphis métallisé verni, cette série personnalisée est équipée d'une boîte de vitesses à 5 rapports, de vitres teintées avec stores pare-soleil sur la tablette arrière et d'un essuie-glace/lave-glace arrière. Extérieurement, elle se caractérise par des chevrons noirs type BX GTI sur le capot, une antenne de toit téléscopique noire, un triple filet adhésif bleu et deux tons de gris sur la carrosserie, un logo adhésif "Calanque" sur les portes avant, des enjoliveurs de roues cruciformes type BX finitions TG (peints en blanc sur la carrosserie Blanc Meije) et des logos adhésifs "BX" "CITROËN" sur le volet arrière. Harmonie intérieure noire et revêtement des sièges en tissu "Leader" gris uni à médaillon écossais gris et bleu. Aucune option n'est proposée sur ce modèle.
La BX Millésime est dérivée des BX 16 TGS (essence 1 580 cm3 94 ch), 19 TGS (essence 1 905 cm3 107 ch), 19 TGD (diesel 1 905 cm3 71 ch) et TGD TURBO (diesel turbo 1 769 cm3 90 ch). Proposée dans les coloris Gris Dolmen métallisé verni ou Bleu Sidéral métallisé verni, elle se distingue extérieurement par des pare-chocs peints couleur caisse avec joncs chromés, une antenne de toit téléscopique noire, un filet décoratif gris métallisé sur les parties latérales et le volet arrière, des baguettes latérales type TZ peintes couleur caisse, des bas de caisse assortis à la couleur de la carrosserie, des logos "Millésime" sur les panneaux de custodes et le volet arrière avec monogramme "CITROËN BX" de type Citroën XM, et un aileron arrière type BX GTI. À l'intérieur, harmonie générale noire, avec sièges type BX GTI en velours "Caspienne", même garnissage pour les panneaux de portes avec bandes de liaison bordeaux, volant sport à trois branches, pommeau de levier de vitesses et ciel de toit gris foncé type BX 16 Soupapes, moquette noire en tuft rasé type Citroën XM. Par rapport aux BX finitions TG de série, l'équipement de la série personnalisée BX Millésime s'enrichit d'une direction assistée, de vitres teintées avec stores arrière, de lève-vitres avant électriques avec commande séquentielle côté conducteur, de la condamnation centralisée des portes et du hayon à distance avec PLIP à infrarouge et du rétroviseur extérieur électrique passager. Aucune option n'est proposée sur ce modèle.
Le nuancier des BX année-modèle 1991 (hors séries personnalisées) propose dix teintes de carrosseries, dont sept métallisées vernies optionnelles : Blanc Meije, Rouge Delage, Rouge Furio, Noir verni, Bleu Memphis métallisé verni, Bleu Olympe métallisé verni, Gris Cristal métallisé verni, Gris Dolmen métallisé verni, Gris Météore métallisé verni, Vert Triton métallisé verni.
Le 5 septembre 1990, la 2,000,000ème BX sort des chaînes de l'usine Citroën de Rennes-la-Janais, il s'agit d'une BX TZD Turbo Pack V.I.P. de couleur Gris Silex métallisé verni.
En octobre 1990, montage d'enrouleurs sur les ceintures de sécurité arrière sur toutes les versions. Commercialisation de la série personnalisée BX Image Evasion, sur base de BX 16 TGS Evasion, 19 TGD Evasion et TGD Turbo Evasion. Elle reprend la présentation et l'équipement de son homologue berline, et comme elle, n'est disponible qu'en Gris Silex métallisé verni.
En février 1991, une BX 16 TGS couleur Rouge Delage est la voiture star du film L'Opération Corned Beef, de Jean-Marie Poiré, avec Christian Clavier et Jean Reno.
En juillet 1991 (année-modèle 1992), la gamme est simplifiée par la suppression des BX 16 TGS, BX 19 TGS, BX 19 TGD, BX TGD TURBO, BX TZD TURBO Pack V.I.P. et BX Calanque. La restructuration des BX modèles 1992 se fait autour de l'intégration au catalogue des anciennes séries personnalisées BX Image (berlines et Evasion) et BX Millésime, avec des détails de présentation modifiés, l'ouverture d'options (ABS, climatiseur, ceinture arrière centrale) et un nuancier plus varié (ajout du Sable Phénicien métallisé verni sur BX Millésime et de différentes teintes de gris, bleus, vert et blanc sur BX Image). Les BX finitions TZ perdent leurs glaces de custodes fumées pour adopter les custodes pleines peintes couleur caisse des autres modèles. La BX GTI, désormais équipée en série des jantes en alliage léger, reçoit en plus le volant sport des BX 16 Soupapes. Enfin, les équipements sont enrichis sur l'ensemble des modèles (direction assistée de série, antenne de toit noire) et leur insonorisation est renforcée.
Le nuancier des BX année-modèle 1992 propose quatorze teintes de carrosseries, dont neuf métallisées vernies optionnelles : Blanc Meije, Rouge Furio, Rouge Opéra, Bleu Saphir, Graphite Grey, Noir verni, Bleu Memphis métallisé verni, Bleu Sirène métallisé verni, Gris Basalte métallisé verni, Gris Cristal métallisé verni, Gris Dolmen métallisé verni, Gris Gabion métallisé verni, Vert Triton métallisé verni.
En septembre 1991, apparaît la série spéciale BX Ourane, limitée à 1 500 exemplaires. Dérivée de la BX TZD TURBO 1 769 cm3, 90 ch DIN, BV 5 avec ABS de série, elle se pare d'une présentation extérieure spécifique : glaces teintées, boucliers type BX GTI peints couleur caisse avec spoiler et joncs noirs, phares anti-brouillard, jantes en alliage léger type BX GTI, baguettes latérales, grilles de custodes et becquet arrière type BX 16 Soupapes, monogramme "turbo" sur les ailes avant, sigles Ourane sur panneaux de custodes et hayon arrière, et monogramme "CITROËN BX" de type BX Millésime. À l'intérieur, harmonie noire, garnissage des sièges en velours Etna, volant et pommeau de levier de vitesses type BX GTI, moquette en Tuft rasé type BX Millésime. Elle peut bénéficier en option de la climatisation. Ce modèle n'est proposé qu'en Gris Quartz métallisé verni ou Vert Triton métallisé verni. La BX Ourane sera dans la foulée intégrée au catalogue de la gamme BX.
Au printemps 1992, l'usine Heuliez à Cerisay célèbre la commercialisation en Europe du 160 000ème break BX Evasion, un break BX TZD Turbo Evasion couleur Rouge Opéra.
En juillet 1992 (année-modèle 1993), les BX 14 TE, BX 14 TGE et BX 15 TGE sont supprimées. Lancement des BX Image 1.6i, BX Evasion Image 1.6i, BX Millésime 1.6i et BX Millésime 1.9i BV5 et BVA. Les nouvelles BX Millésime 1.9i BV5 et BVA reçoivent les enjoliveurs de roues à ailettes radiales auparavant montés sur les BX GTI et BX TZD Turbo Pack V.I.P. Montage en série du climatiseur sur les BX GTI, BX GTI 4x4, BX Ourane et BX 16 Soupapes. Enfin, sur l'ensemble de la gamme, généralisation de l'harmonie intérieure noire, de la ceinture centrale arrière et du réservoir de carburant de 66 litres.
Le nuancier des BX année-modèle 1993 propose quatorze teintes de carrosseries, dont dix métallisées vernies optionnelles : Blanc Meije, Rouge Furio, Rouge Opéra, Bleu Saphir, Noir verni, Bleu Sidéral métallisé verni, Bleu Sirène métallisé verni, Gris Basalte métallisé verni, Gris Dolmen métallisé verni, Gris Gabion métallisé verni, Gris Quartz métallisé verni, Gris Silex métallisé verni, Sable Phénicien métallisé verni, Vert Triton métallisé verni.
Au 1er janvier 1993, les BX neuves reçoivent des ampoules de phares avant blanches au lieu de blanches avec globes jaunes. Aussi, pour se conformer aux nouvelles normes européennes, leurs plaques d'immatriculation passent de noires à caractères aluminium ou blancs, à blanches à caractères noirs à l'avant et jaunes à caractères noirs à l'arrière.
En février 1993, commercialisation de la BX EVASION Cottage, série spéciale disponible uniquement en motorisations diesel atmosphérique (1 905 cm3 71 ch) ou turbo diesel (1 769 cm3 90 ch) et en deux couleurs, Blanc Banquise ou Vert Triton métallisé verni. Reprenant l'idée de la série spéciale limitée Citroën GSA Cottage commercialisée en septembre 1983 (appellation, similitude du garnissage des sièges), elle se caractérise par des barres de toit, des glaces teintées avec stores pare-soleil sur la tablette arrière, des enjoliveurs de roues cruciformes type BX Millésime, des baguettes latérales de protection avec jonc chromé, des logos adhésifs blancs "Cottage" sur les portes avant et le volet arrière, un monogramme "CITROËN BX" de type Citroën XM sur le volet arrière et, à l'intérieur, un garnissage des sièges et des panneaux de portes en tissu "Practice". En option, ce modèle peut recevoir les vitres avant électriques, le verrouillage centralisé des ouvrants, et un climatiseur.
À partir de mars 1993, la BX berline est progressivement remplacée par la nouvelle Citroën Xantia.
En juillet 1993 (année-modèle 1994), la gamme BX est reconduite sans modification par rapport aux modèles 1993, les véhicules étant vendus sur stock ou production en cours. Néanmoins, les BX GTI, GTI 4x4, 16 Soupapes et BX 19 TZI Evasion disparaissent du catalogue. Les BX Evasion Cottage diesel et turbo diesel sont, quant à elles, intégrées au catalogue.
Le nuancier des BX année-modèle 1994 propose neuf teintes de carrosseries, dont six métallisées vernies optionnelles : Blanc Banquise, Rouge Furio, Bleu Saphir, Bleu Sidéral métallisé verni, Gris Dolmen métallisé verni, Gris Quartz métallisé verni, Gris Silex métallisé verni, Sable Phénicien métallisé verni, Vert Triton métallisé verni.
La fabrication des BX berlines est arrêtée en décembre 1993, avec le lancement de sa remplaçante la Xantia ; les breaks BX Evasion seront arrêtés en juillet 1994.

## Image
Une fois sa carrière terminée, la BX fut longtemps moquée comme véhicule populaire ou encore de personnes âgées, notamment en raison de la forte personnalité de son design, qui plus est très typé début des années 80. C'est oublier qu'elle avait su se hisser leader de son segment en France avant l'arrivée de concurrentes plus modernes et d'être globalement un beau succès commercial grâce à son confort, sa sécurité active, son habitabilité, sa praticité et un prix abordable et malgré une mauvaise finition. Dans les années 2010, mouvement de collection "youngtimer" aidant, la tendance est au retour en grâce des versions performantes (Sport, GTi, 16 soupapes), mais les modèles plus simples restent peu prisés.

## Motorisations

### Versions Essence
| Désignation | Motorisation  | Type moteur | Cylindrée (cm³) | Puissance (ch)            | Observations |
| ----------- | ------------- | ----------- | --------------- | ------------------------- | --- |
| 11          | « Moteur X »  | XW          | 1 124           | 55 à 60                   | Disponible uniquement dans les pays en développement et dans les pays d'Europe où la fiscalité est fonction de la cylindrée (Italie, Grèce, Portugal, etc.).              |
| 11          | « Moteur TU » | TU1 K       | 1 124           | 55 à 60                   | Disponible uniquement dans les pays en développement et dans les pays d'Europe où la fiscalité est fonction de la cylindrée (Italie, Grèce, Portugal, etc.).              |
| 14          | « Moteur X »  | XY (150)    | 1 360           | 62 et 72                  | La version 62 ch n'était disponible qu'en boîte de vitesses manuelle à 4 rapports.                                                                                        |
| 14          | « Moteur TU » | TU3 A (K1G) | 1 360           | 72                        | |
| 15          | « Moteur XU » | XU5         | 1 580           | 74 à 80                   | Version « dégonflée » du moteur de la BX 16 (carburateur simple corps).                                                                                                   |
| 16          | « Moteur XU » | XU5         | 1 580           | 88 à 95 et 115            | BX GTi Export moteur 1.6L 115ch qui équipait la Peugeot 205 GTi, disponible au Portugal et en Grèce (où la fiscalité est en fonction de la cylindrée)                     |
| 19          | « Moteur XU » | XU9         | 1 905           | 106, 122, 123, 125 ou 160 | Les motorisations 125 ch (122 et 123 pour les moteurs catalysés) et 160 ch étaient montées sur les versions GTI. Le moteur 160 ch était doté d'une culasse à 16 soupapes. |
| 4TC         |               | N9TE        | 2 141           | 203                       | Motorisation dotée d'un turbo ; présent sur la BX 4TC mais aussi sur la Peugeot 505 Turbo injection . Moteur provenant du rachat de Simca-Chrysler par groupe PSA.        |

### Versions Diesel
| Désignation     | Motorisation   | Type moteur          | Cylindrée (cm³) | Puissance (ch) | Observations                                                                                             |
| --------------- | -------------- | -------------------- | --------------- | -------------- | --- |
| 17 Diesel       | « Moteur XUD » | XUD7 /K              | 1 769           | 60             | Moteur de la Citroën Visa et de la Peugeot 205. Disponible avec une boîte de vitesses à 4 ou 5 rapports. |
| 17 Turbo Diesel | « Moteur XUD » | XUD7 TE              | 1 769           | 90             | Le moteur précédent avec, en plus, un turbo et un échangeur air/air.                                     |
| 19 Diesel       | « Moteur XUD » | XUD9 162 et XUD9 D9B | 1 905           | 65 et 71       | 65 ch (XUD9 162) pour la BX phase 1 et les phase 2 avant avril 1987                                      |

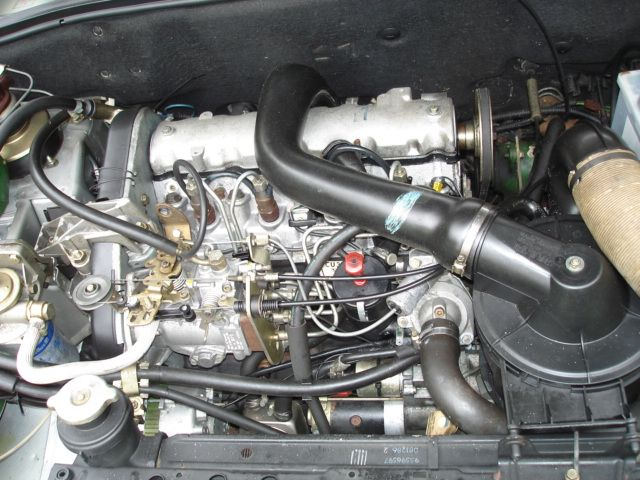
Le moteur XUD9 65ch de la BX 19 Diesel.
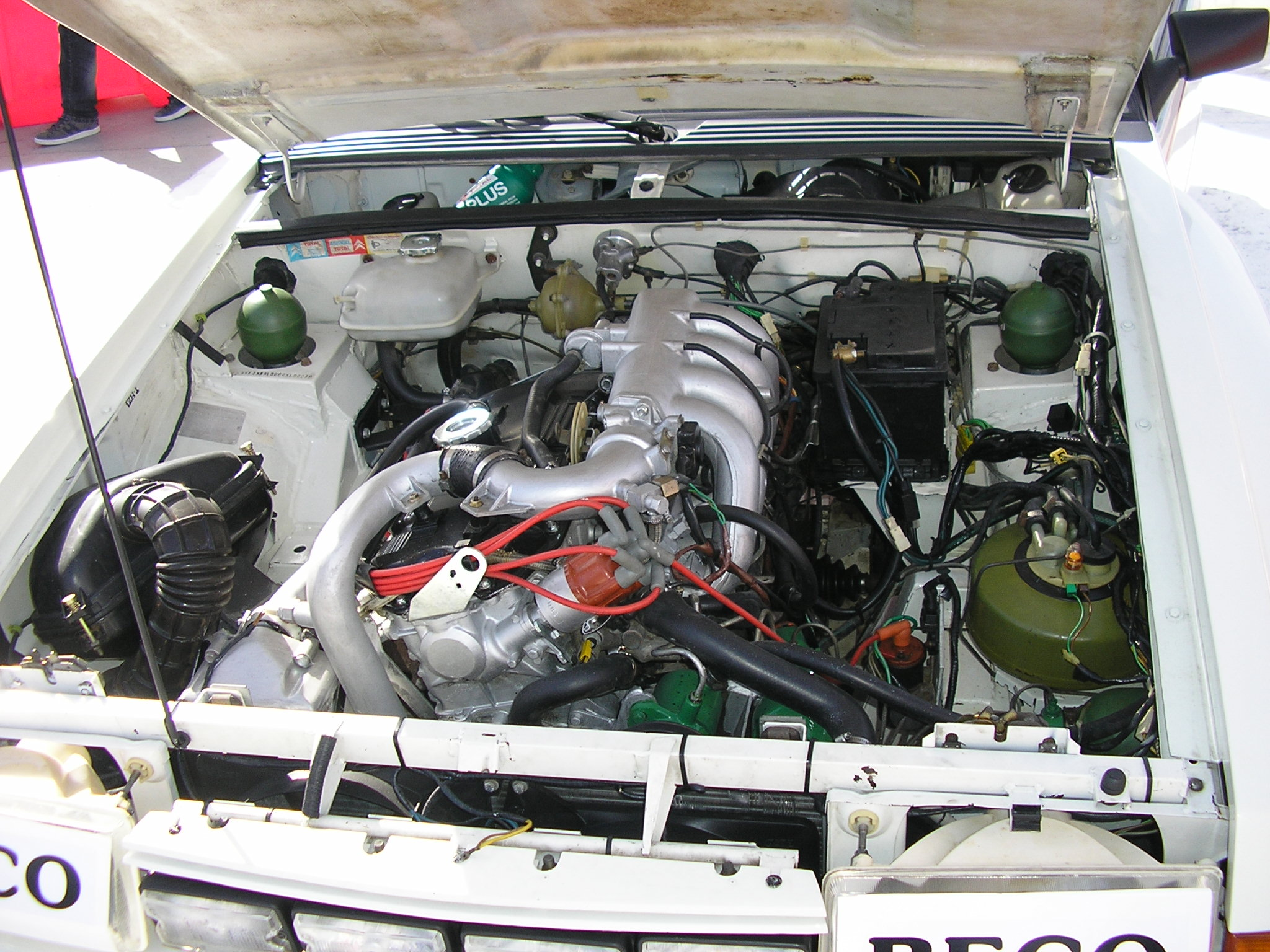
Moteur de la BX 4 TC.
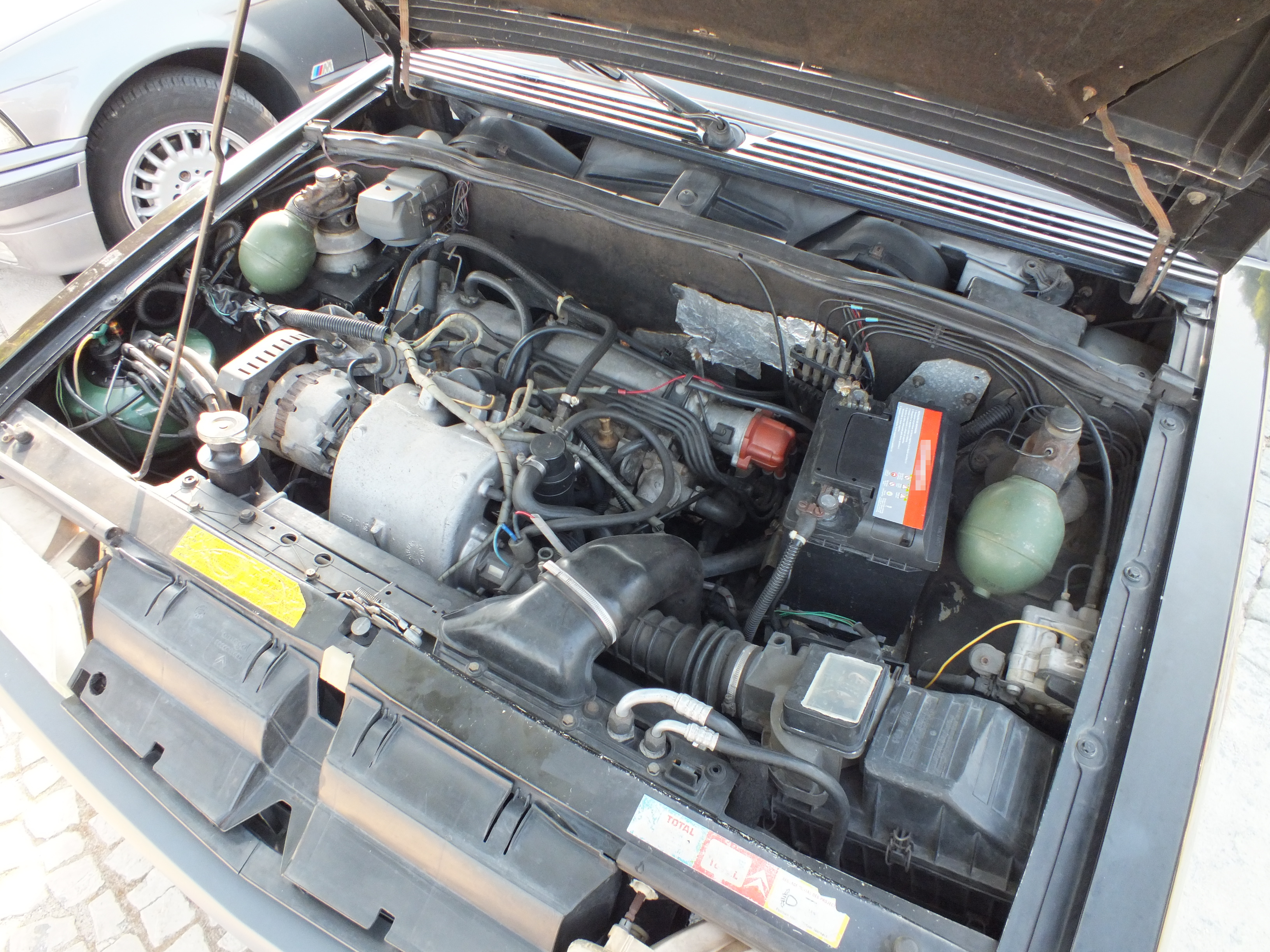
BX GTi export 1600 115ch.

### Cinéma

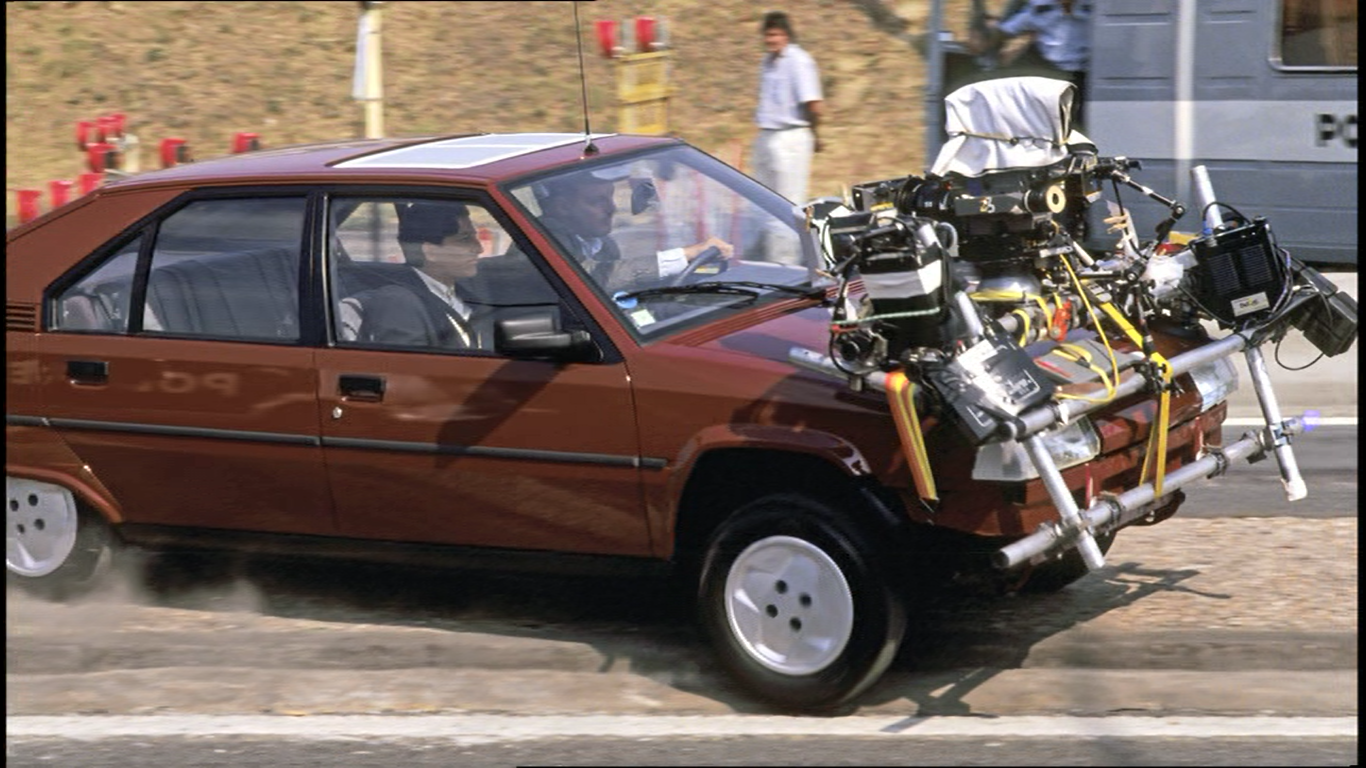
Tournage d'une scène du film L'Opération Corned-Beef, avec une Citroën BX 16 TGS Rouge Delage.

## Galerie

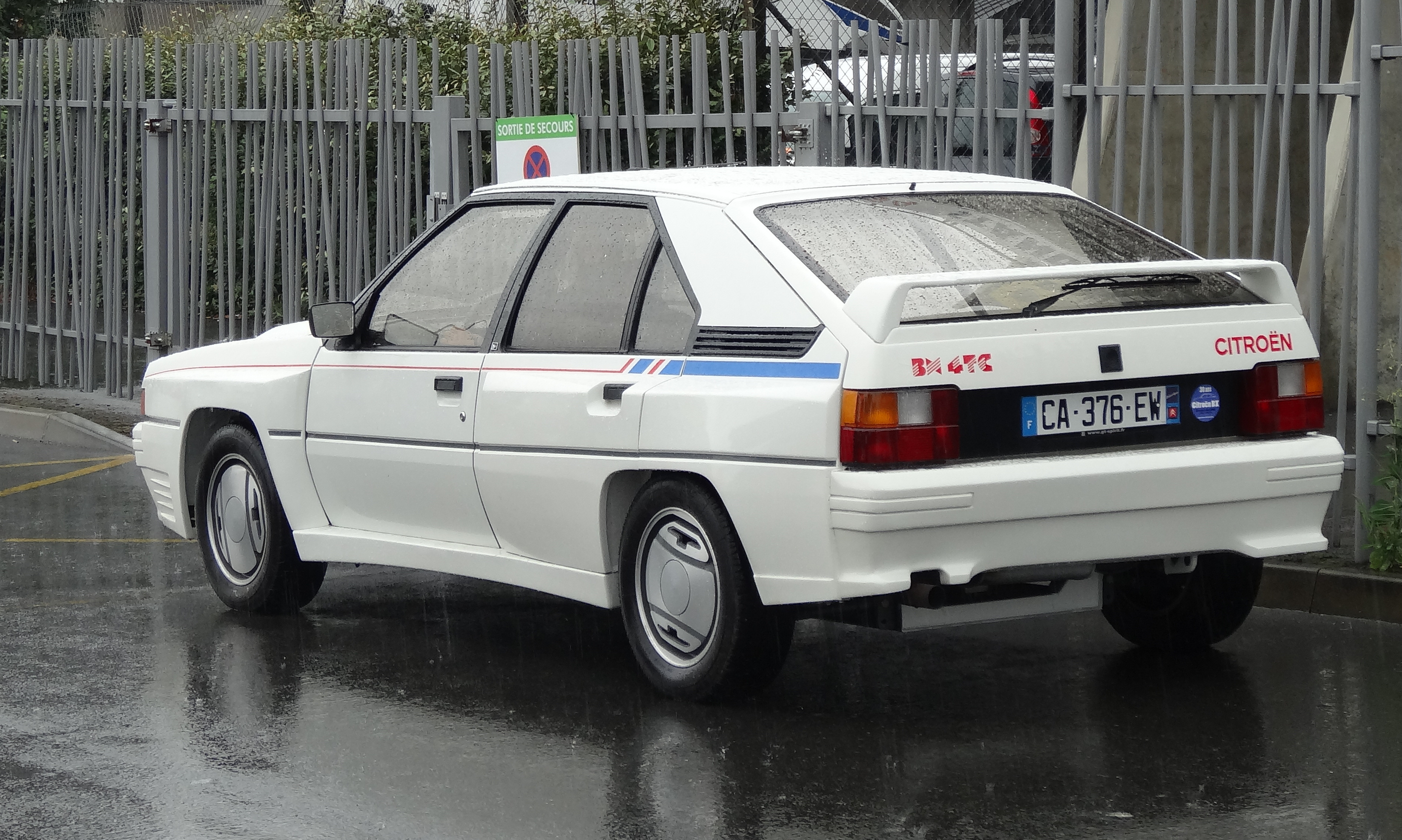
BX 4TC rallye
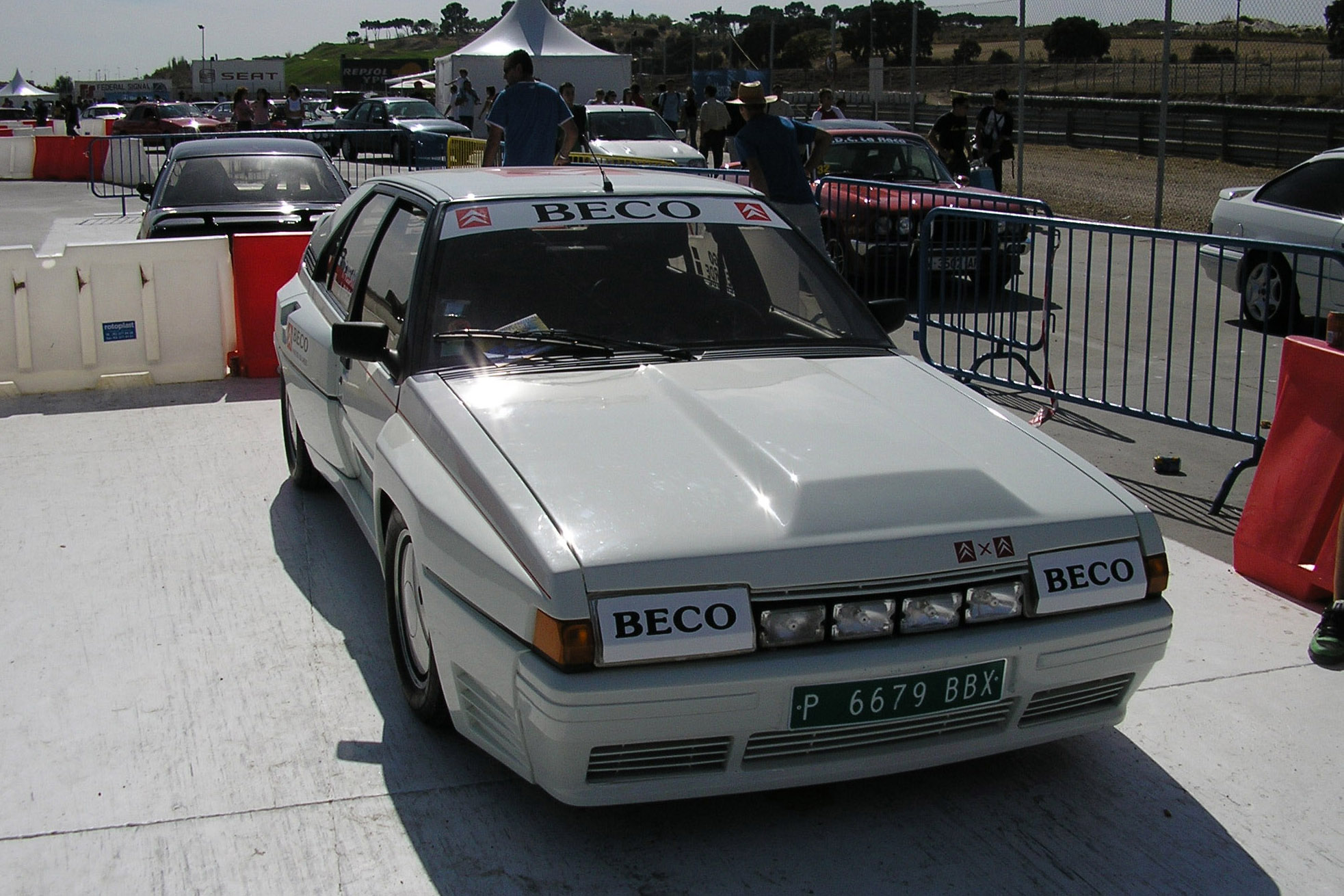
BX 4TC rallye.
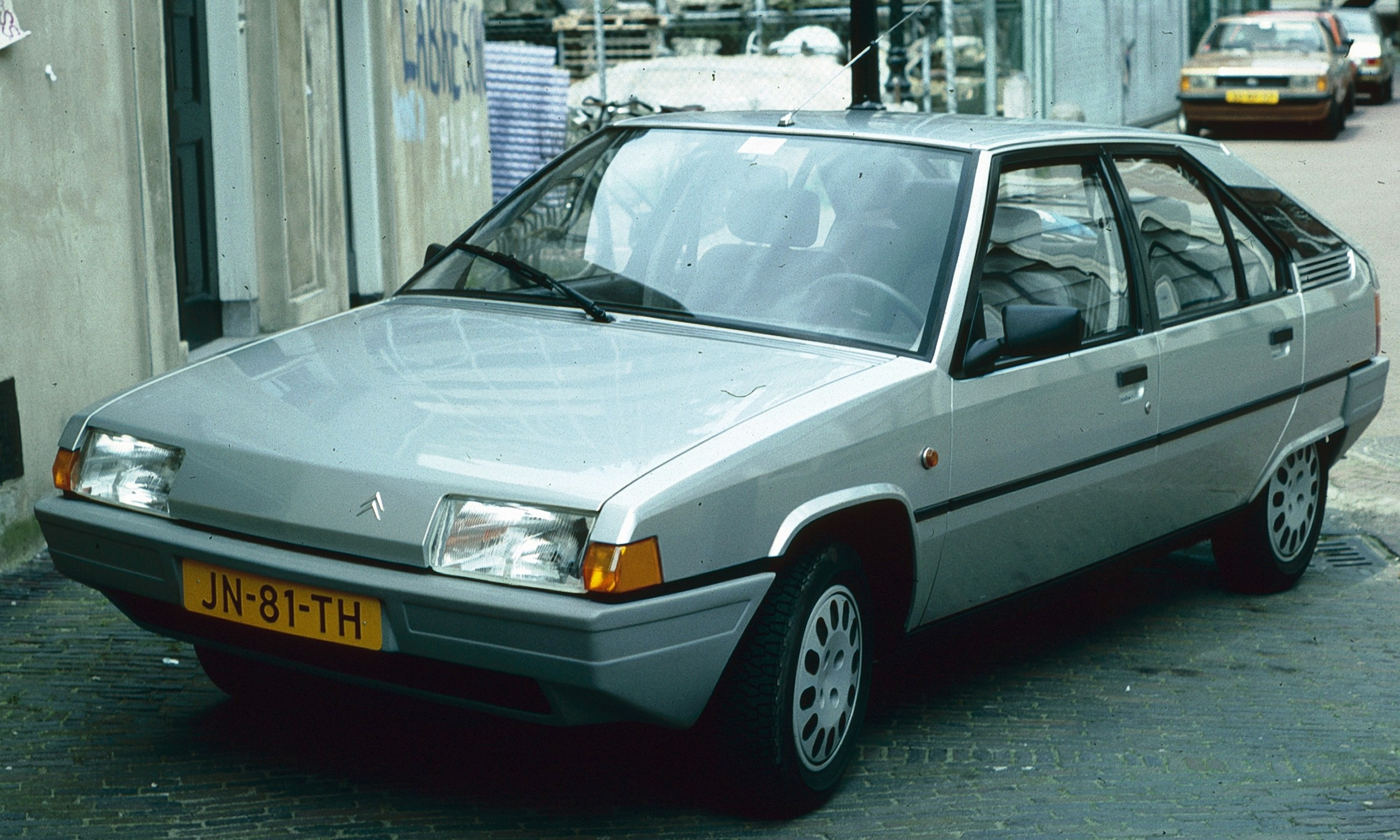
Citroën BX série 1.
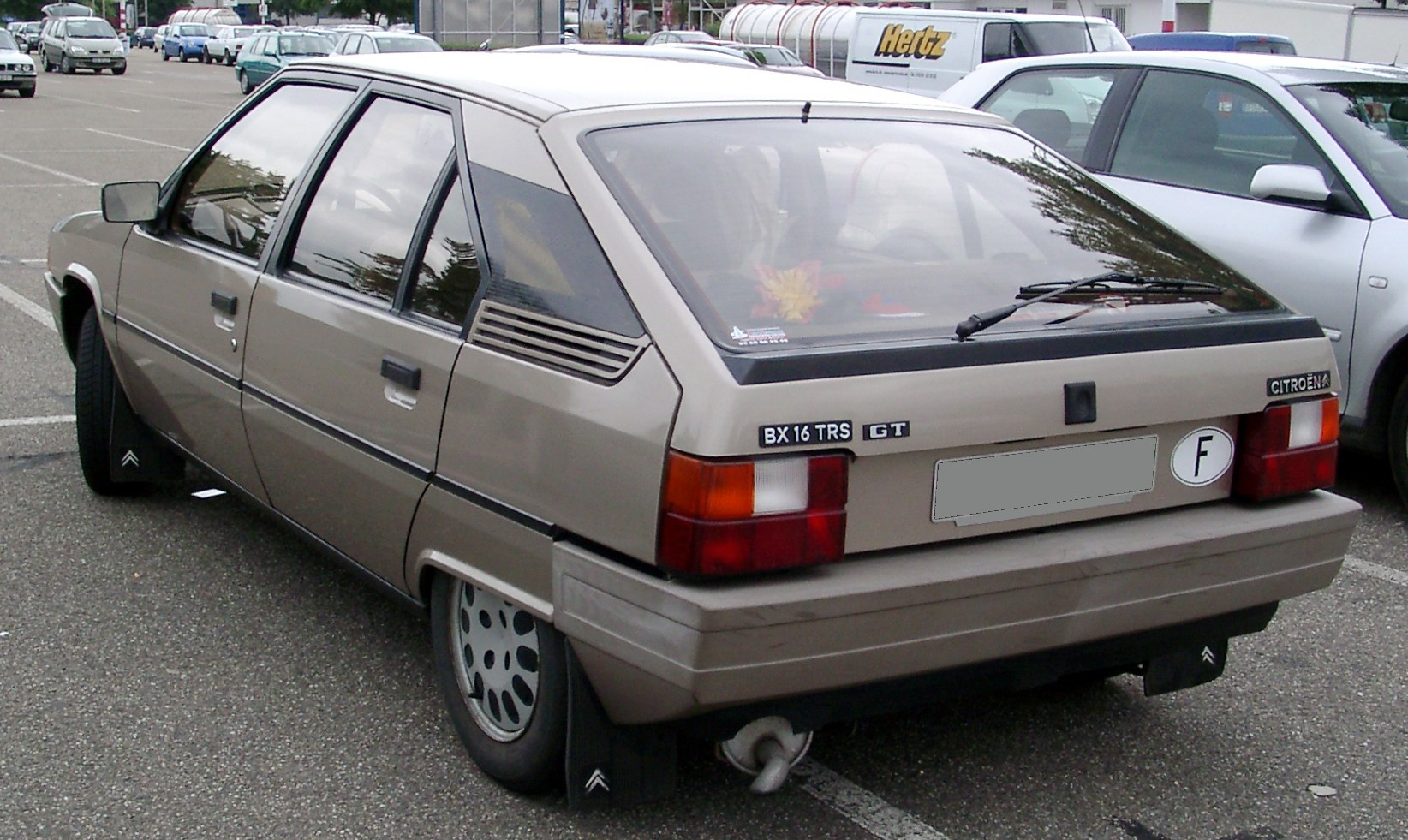
Face arrière de la BX série 1.
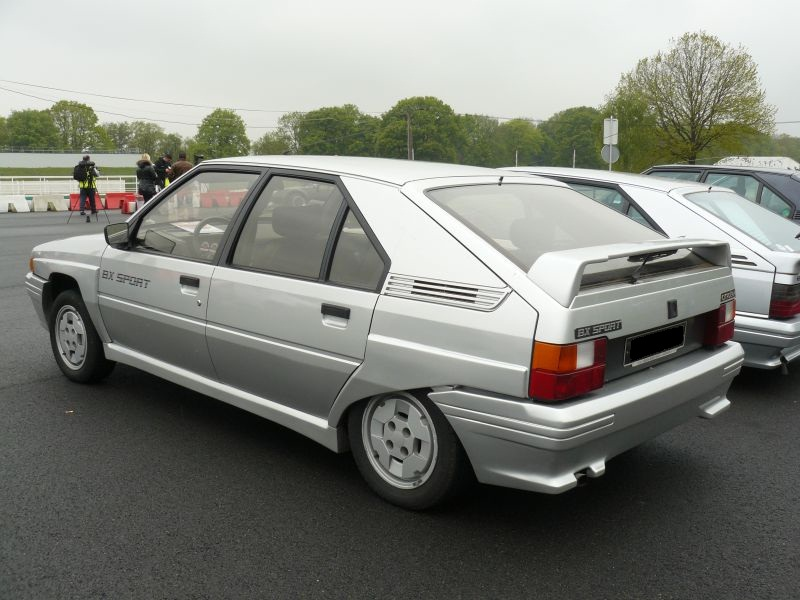
Face arrière de la BX Sport.
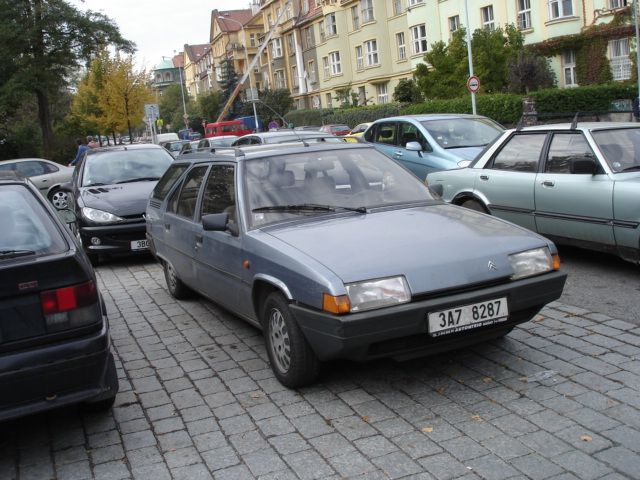
BX break série 1.
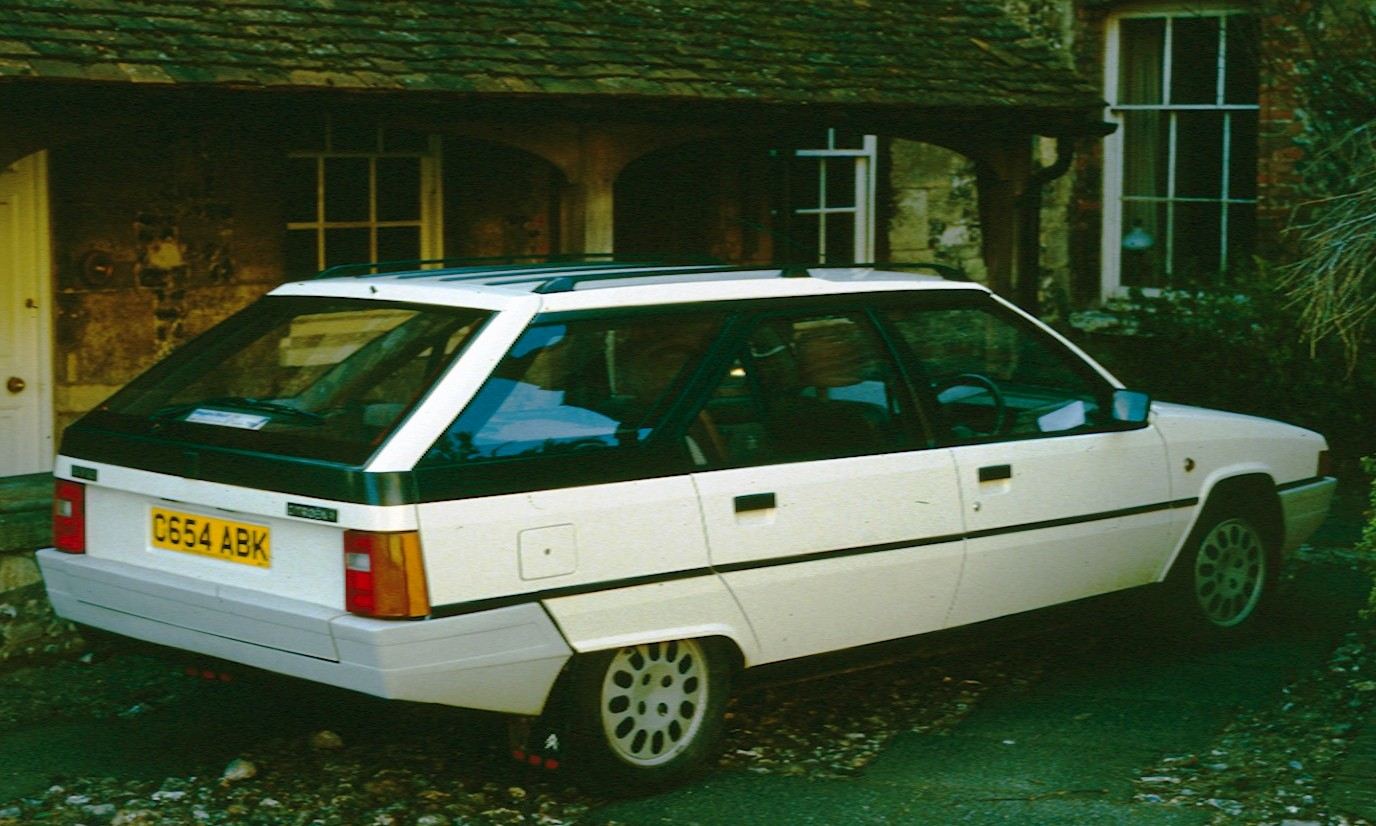
BX break série 1.
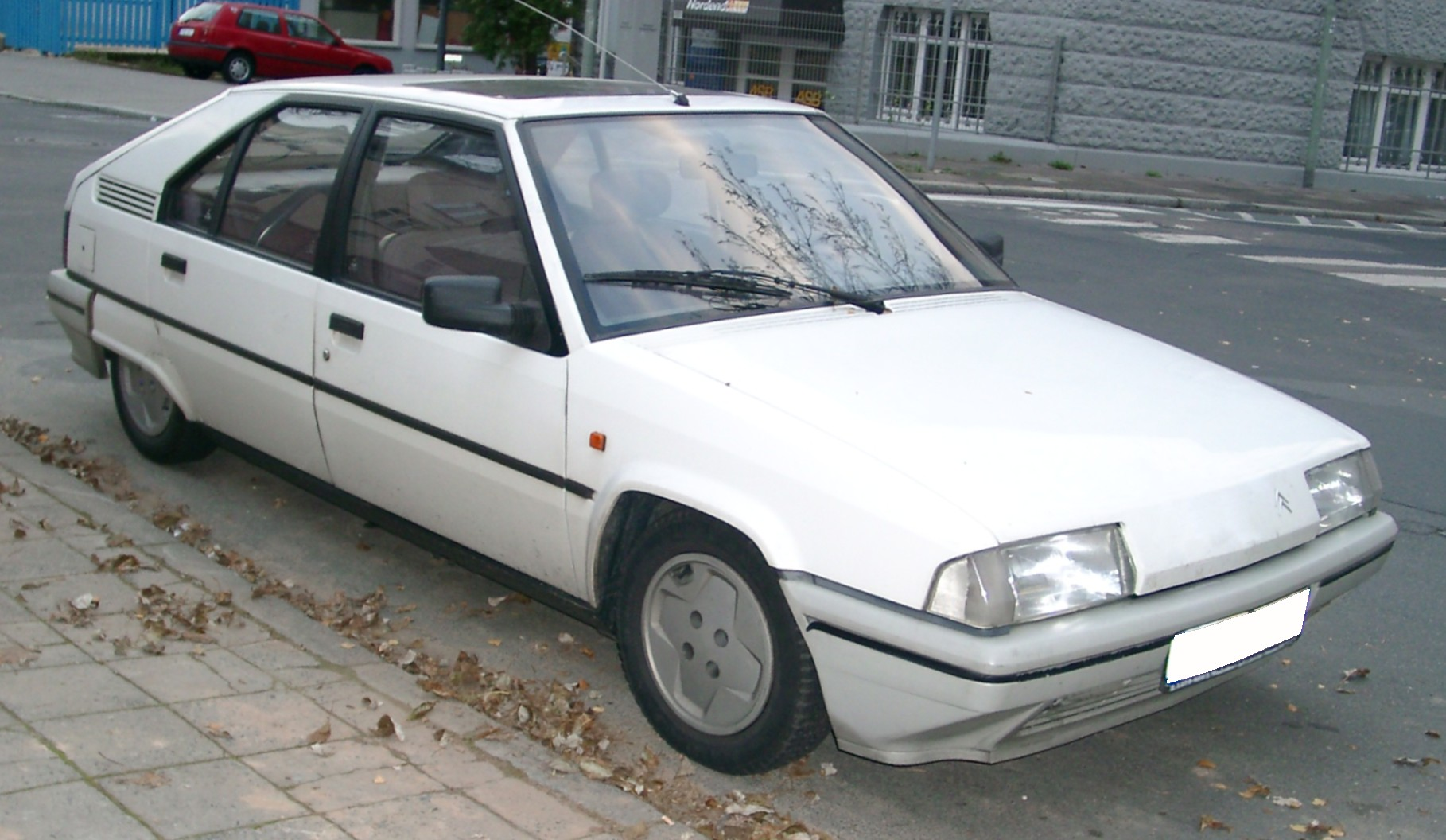
Face avant de la BX série 2.
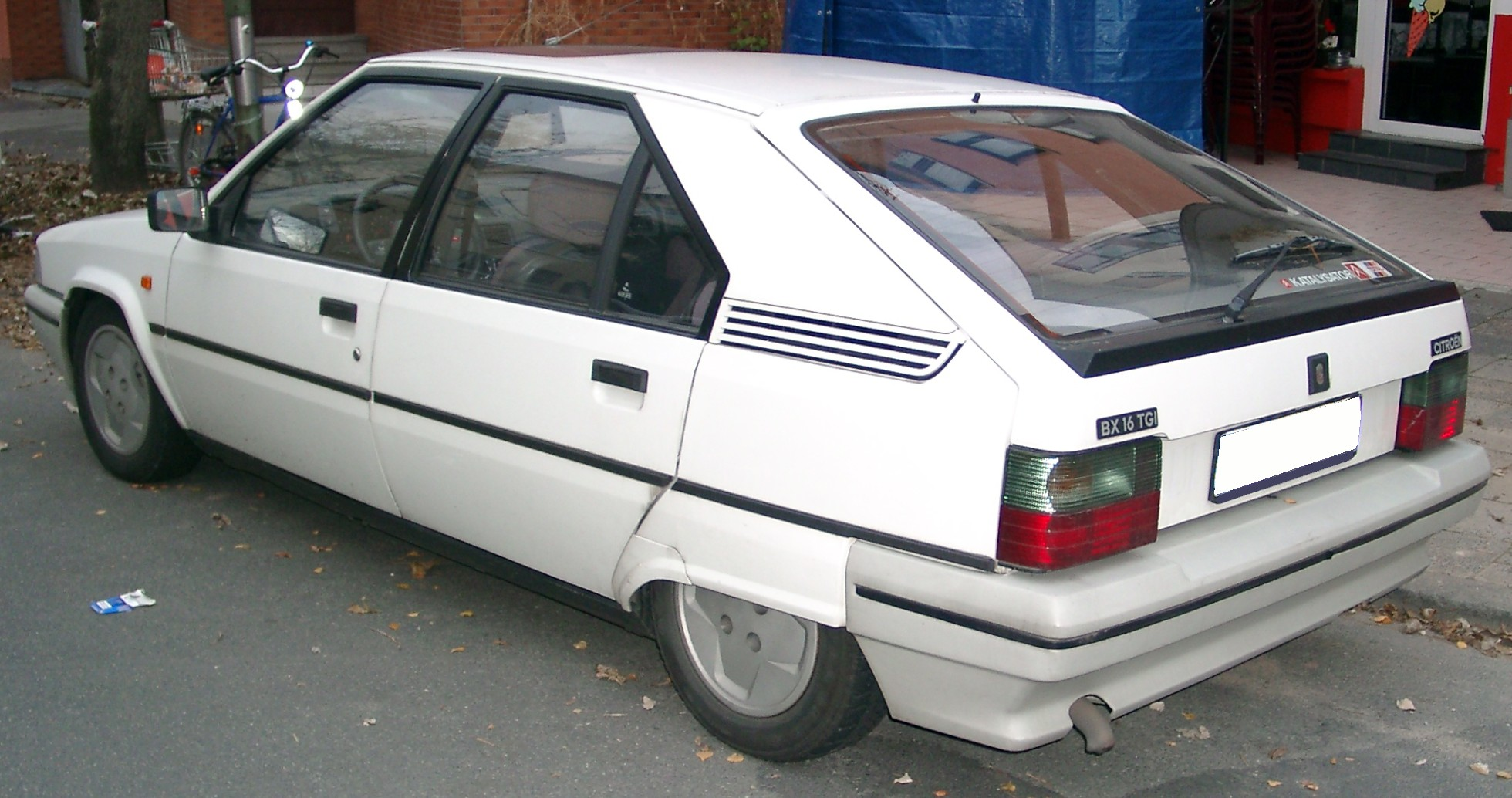
Face arrière de la BX série 2.
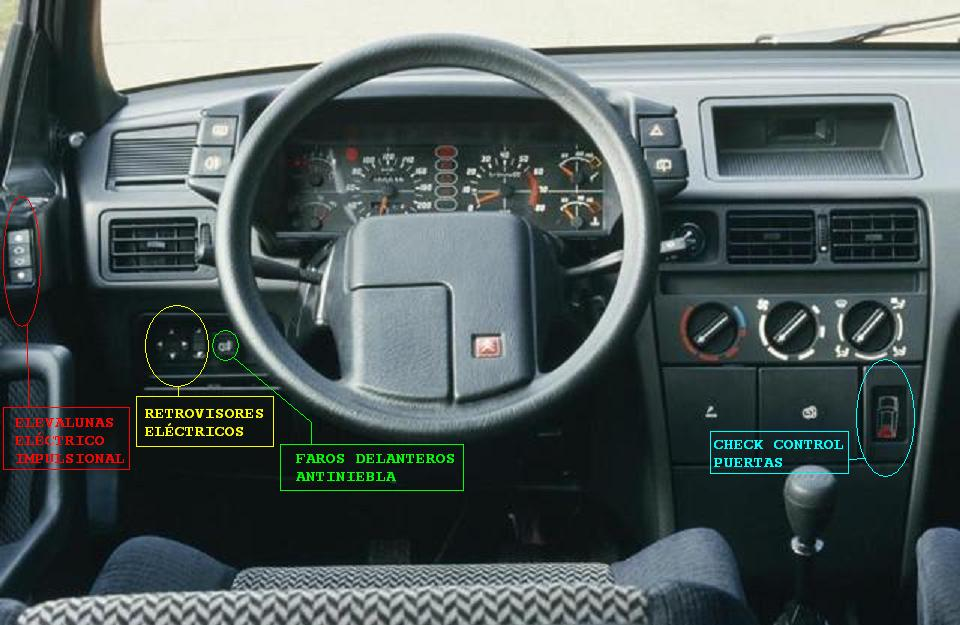
Tableau de bord de la BX série 2.
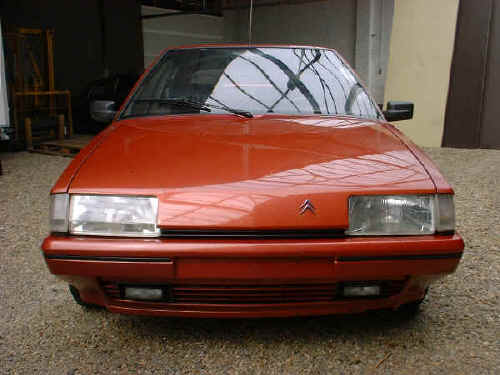
Face avant de la BX série 2.
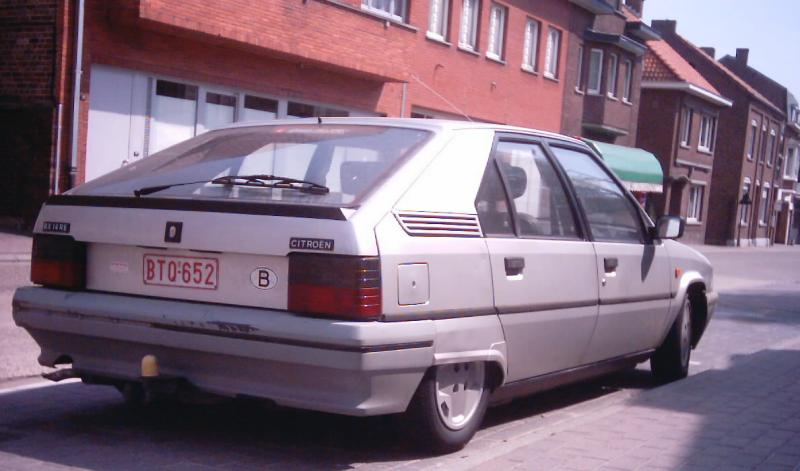
Face arrière de la BX série 2.
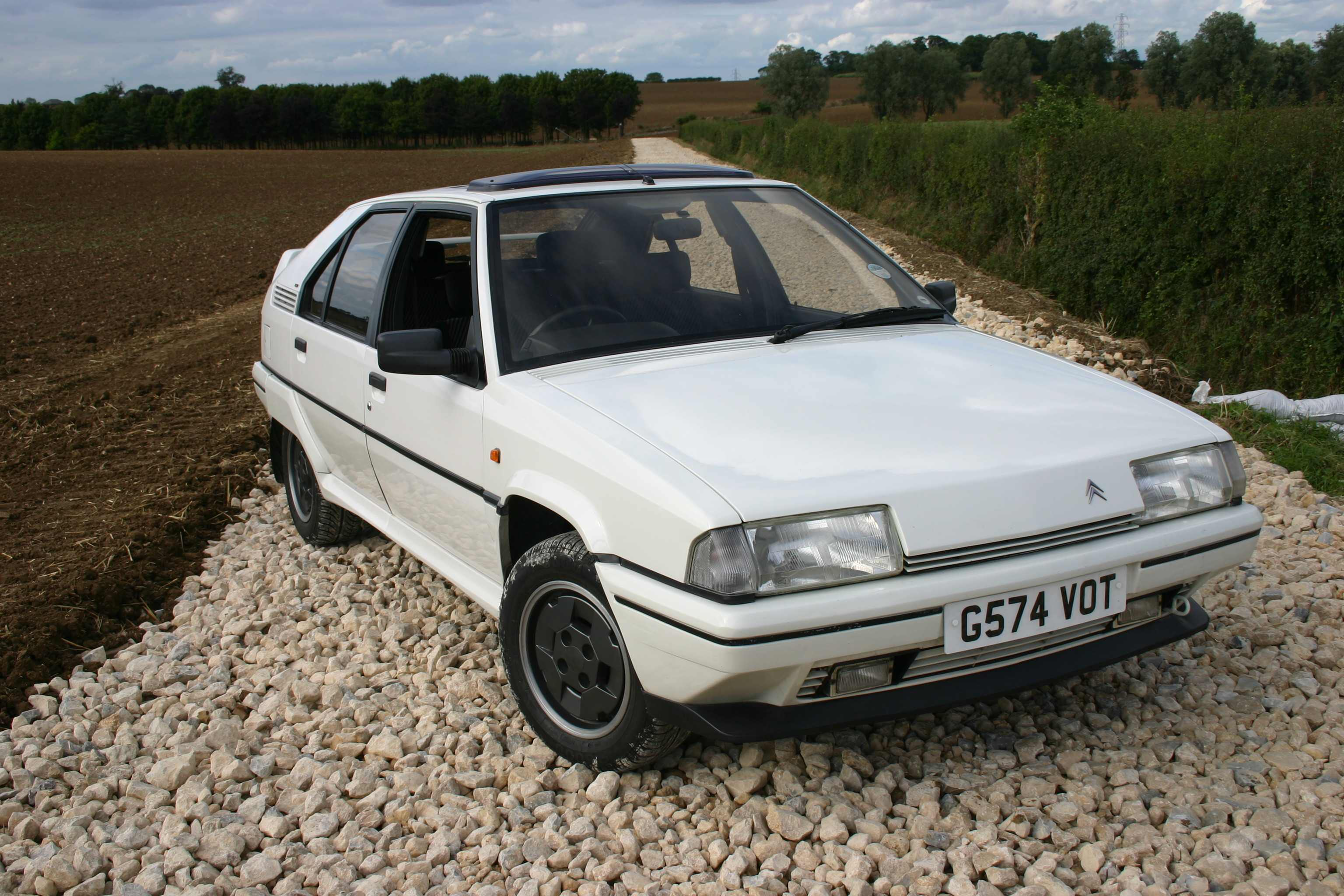
Citroën BX GTi 16S.
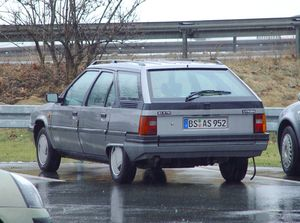
BX break série 2.
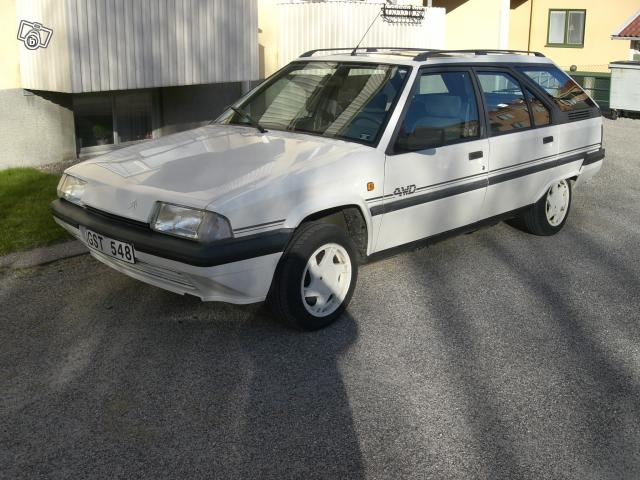
BX break 4x4.
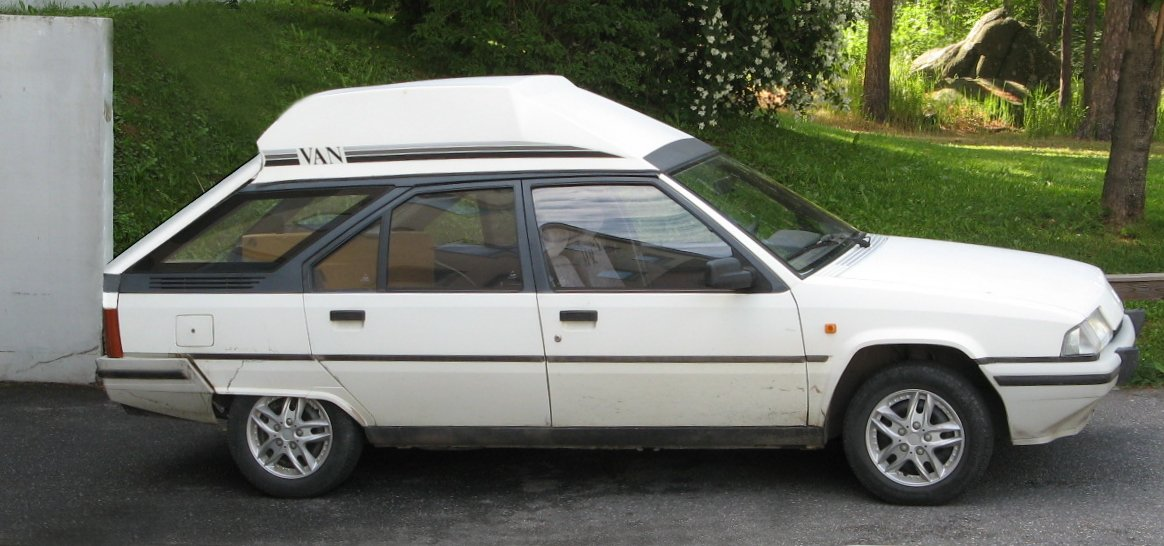
BX break série 2 version spéciale vendue en Finlande.